# Musée alsacien de Haguenau
Ne doit pas être confondu avec Musée alsacien de Strasbourg.
Le Musée alsacien est un musée français situé dans la ville de Haguenau, dans le département du Bas-Rhin, et classé Musée de France. Il présente des objets décoratifs et typiques de l'art régional précédemment exposés au musée historique de la ville.

## Bâtiment

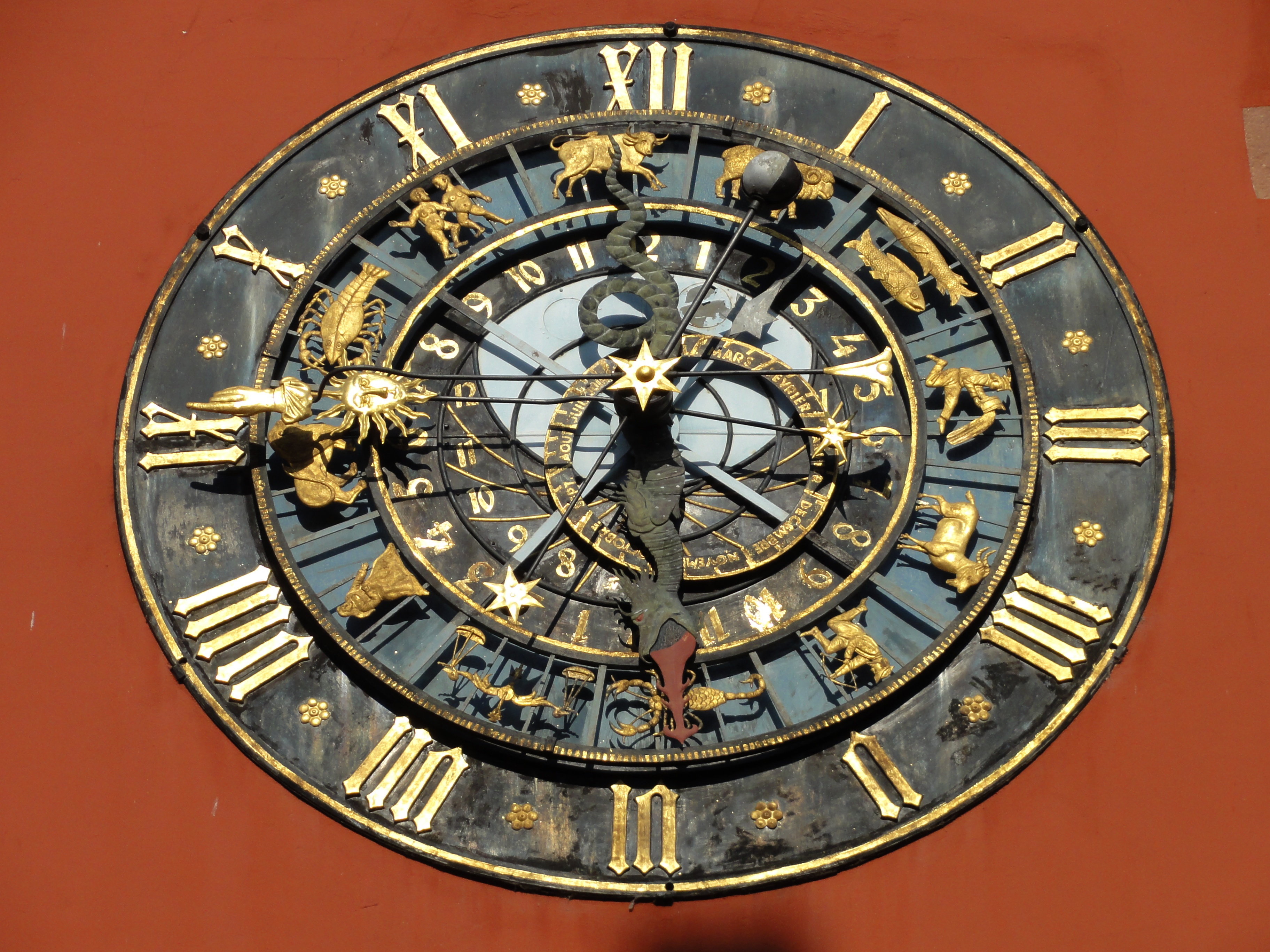
L'horloge astronomique

Le musée est installé depuis 1972 dans l'ancienne chancellerie médiévale, laquelle a été bâtie vers 1486 et eut cette fonction jusqu'en 1790. Le bâtiment fut partiellement restauré au cours du XIXe siècle.
La façade bordeaux présente un grand intérêt architectural. Les armes et le sceau de la ville, les armoiries de l'Empire et des blasons de patriciens et de notables de la ville sont symbolisées sur la façade.
Fabriquée en 1904 par la firme Hörz et restée au musée historique de la ville jusqu'en 1958, l'horloge astronomique est une réplique de celle de l'Hôtel de Ville d'Ulm faite au XVIe siècle par Isaac Habrecht. L'horloge présente un astrolabe et un planétaire, lequel reproduit les mouvements des astres et des étoiles autour du soleil ; le cadran a un diamètre de 2,76 mètres.

## Collections
Les collections se répartissent sur deux étages, en plus du rez-de-chaussée majoritairement consacré à l'accueil. On peut voir des costumes alsaciens portés dès le XVIIe siècle, des peintures sous verre, des images religieuses ou populaires, des canivets, du mobilier régional et des céramiques ainsi que la reconstitution d'un intérieur traditionnel.

### Plaques et poêles de cheminée
Dans le hall d'entrée se trouve un poêle de 1661, constitué de plaques de fonte surmontées de carreaux en terre cuite vernissée. Les plaques de cheminée et les plaques frontales de fourneaux se trouvent également au rez-de-chaussée ou dans la cage d'escalier. Elles ont pour la plupart été coulées dans le nord de l'Alsace, à la fonderie de Zinswiller ou aux forges du Jaegerthal – un hameau de Windstein –, propriétés de la famille de Dietrich. La plaque la plus ancienne représente saint Éloi, patron des métallurgistes et date du XVIe siècle.

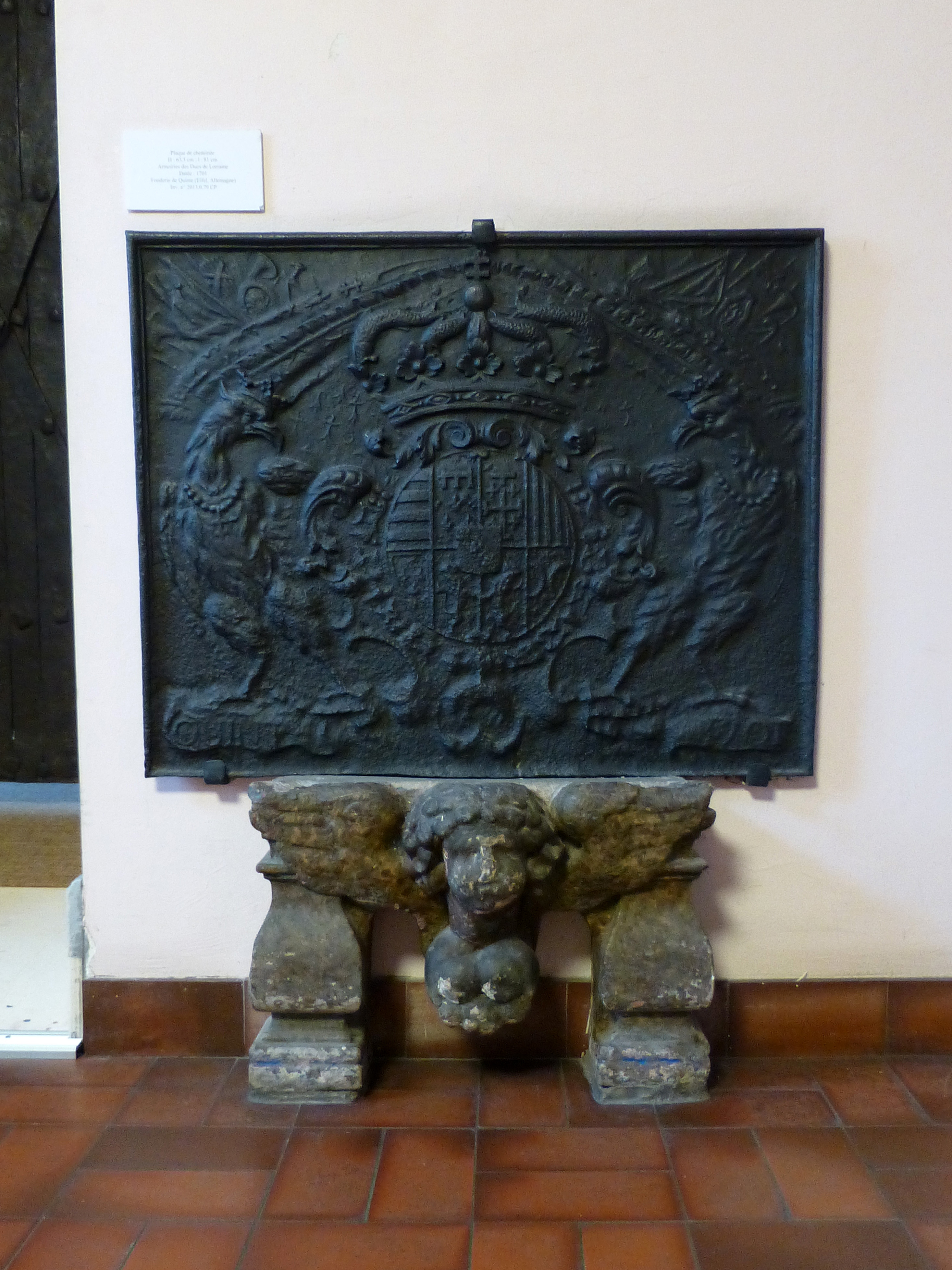
Plaque aux armes des ducs de Lorraine
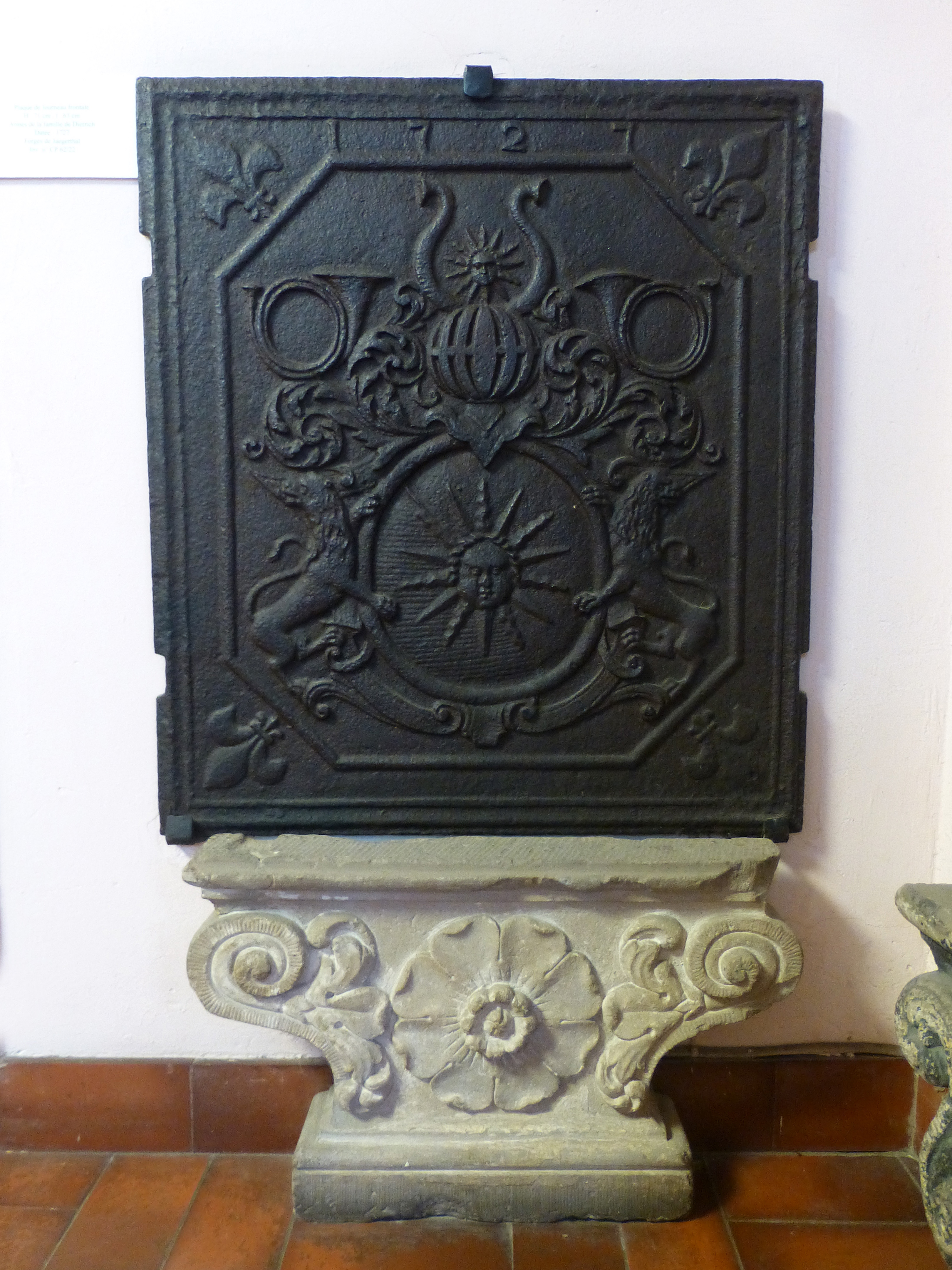
Plaque aux armes de la famille de Dietrich
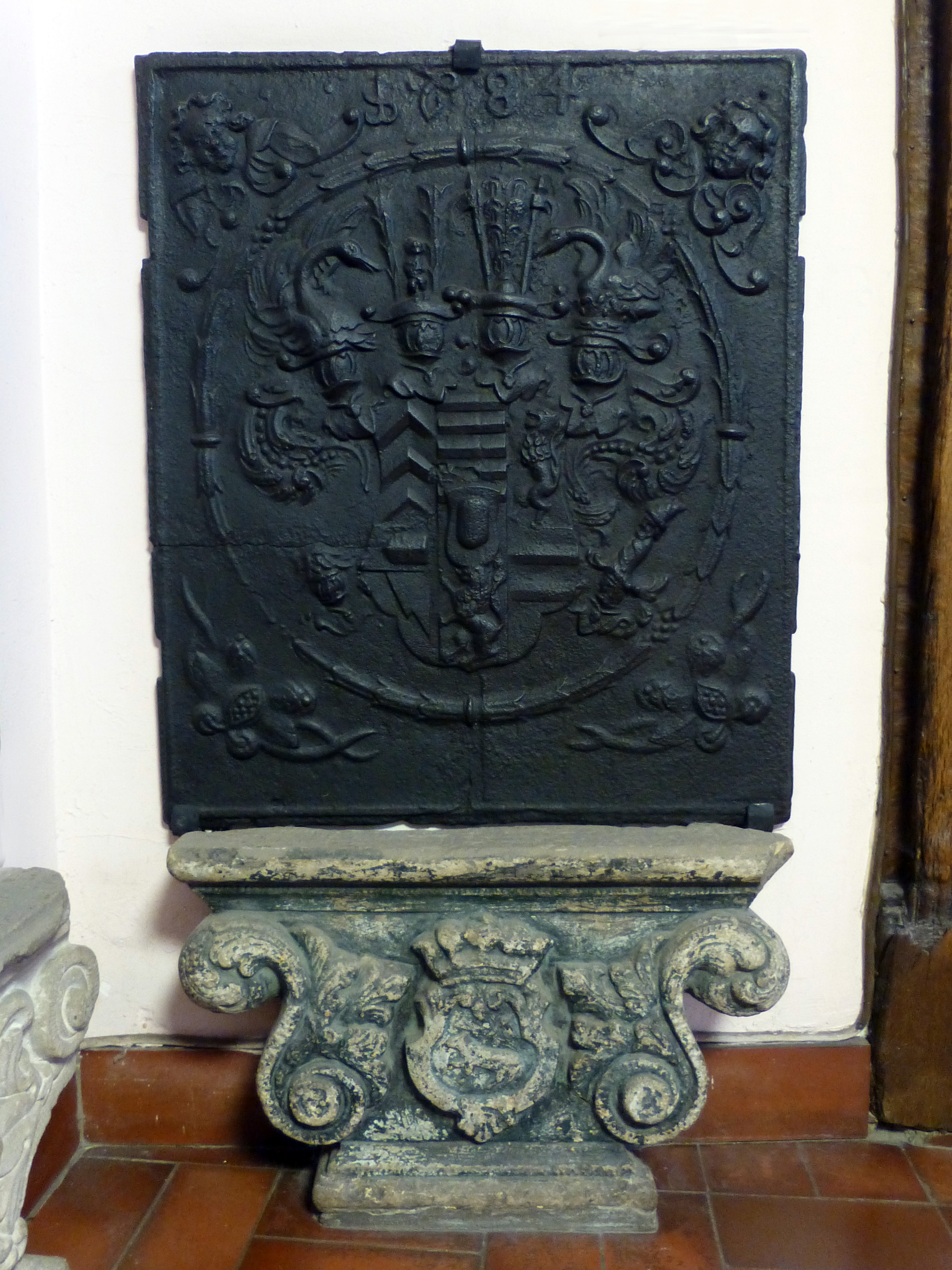
Plaque aux armes des comtes de Hanau-Lichtenberg
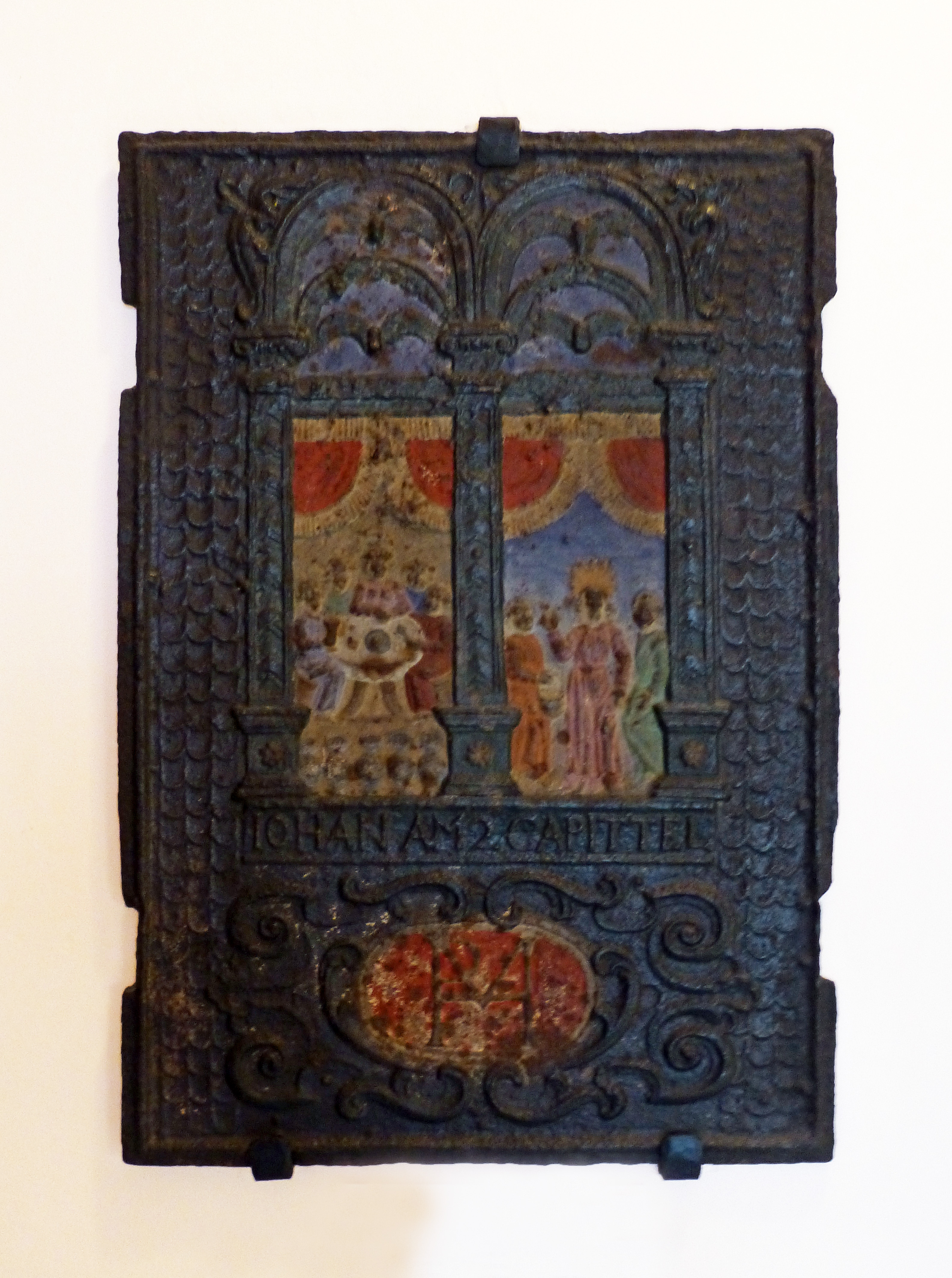
Plaque colorée (Löhnberg, Allemagne)

### Imagerie populaire
Des lettres de baptême (Goettelbriefe), décorées ou ajourées, et des souvenirs mortuaires (Leichentexte) témoignent des principaux événements de la vie rurale.

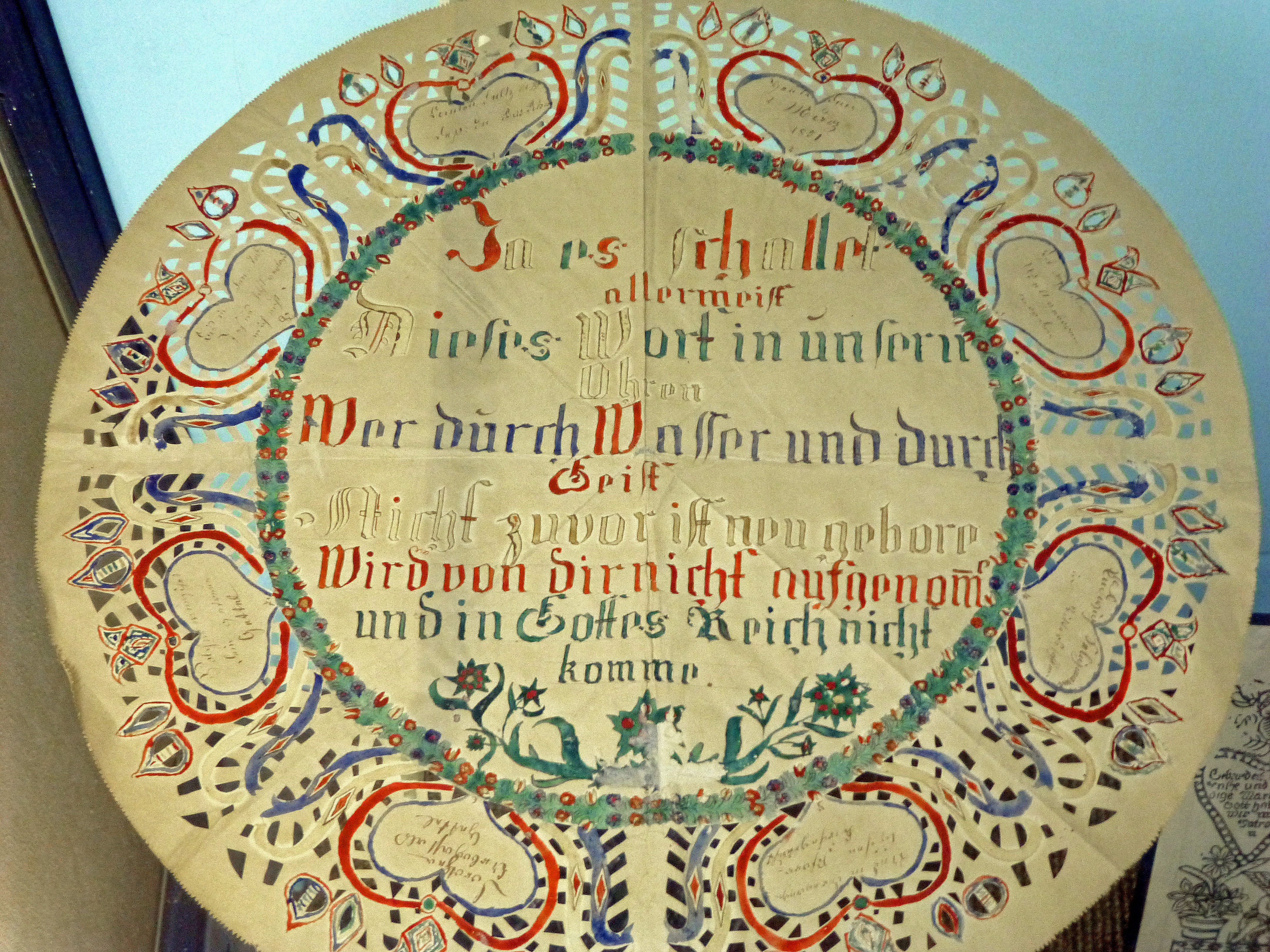
Souhaits de baptême (Goettelbrief)
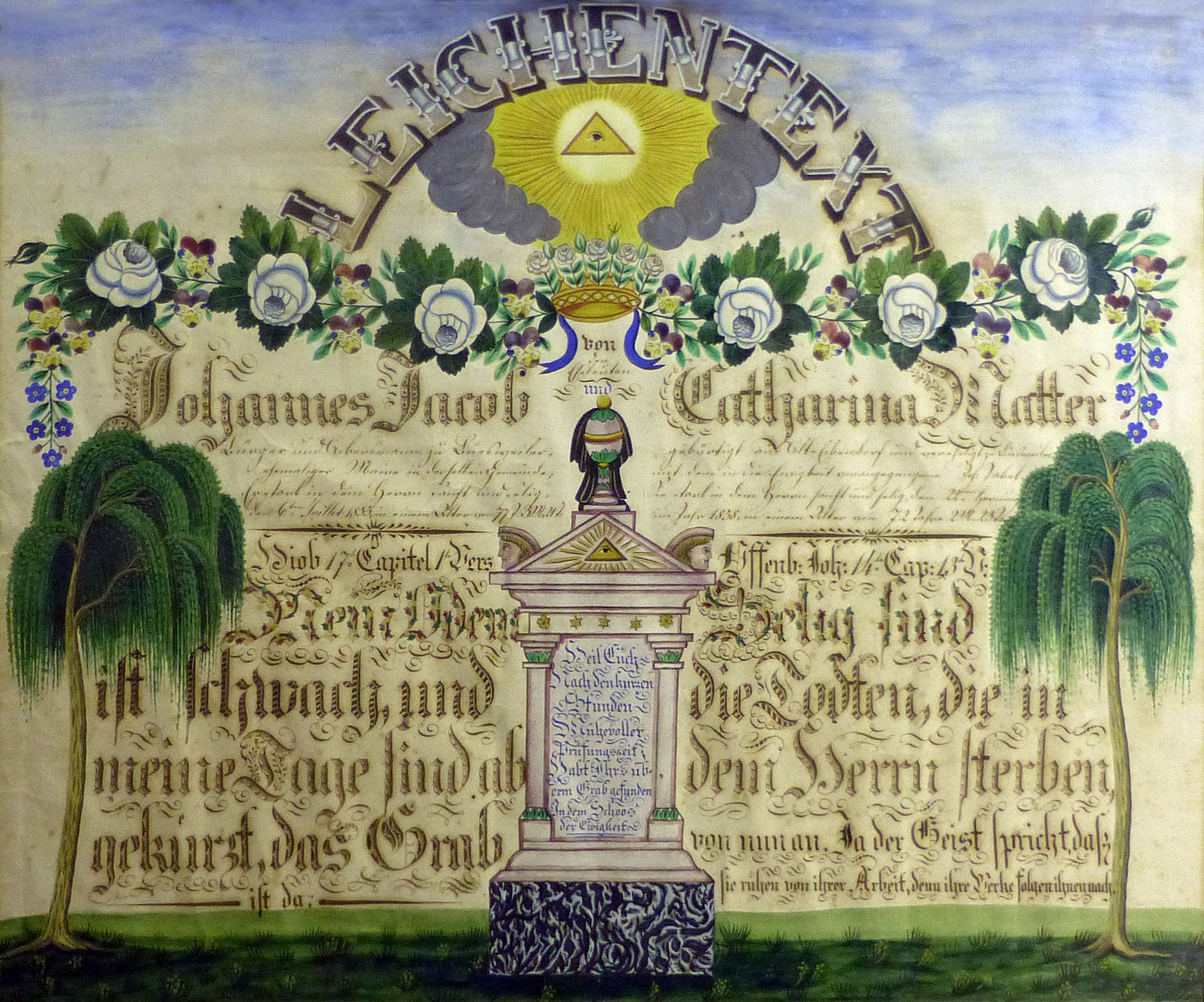
Souvenir mortuaire (Leichentext)
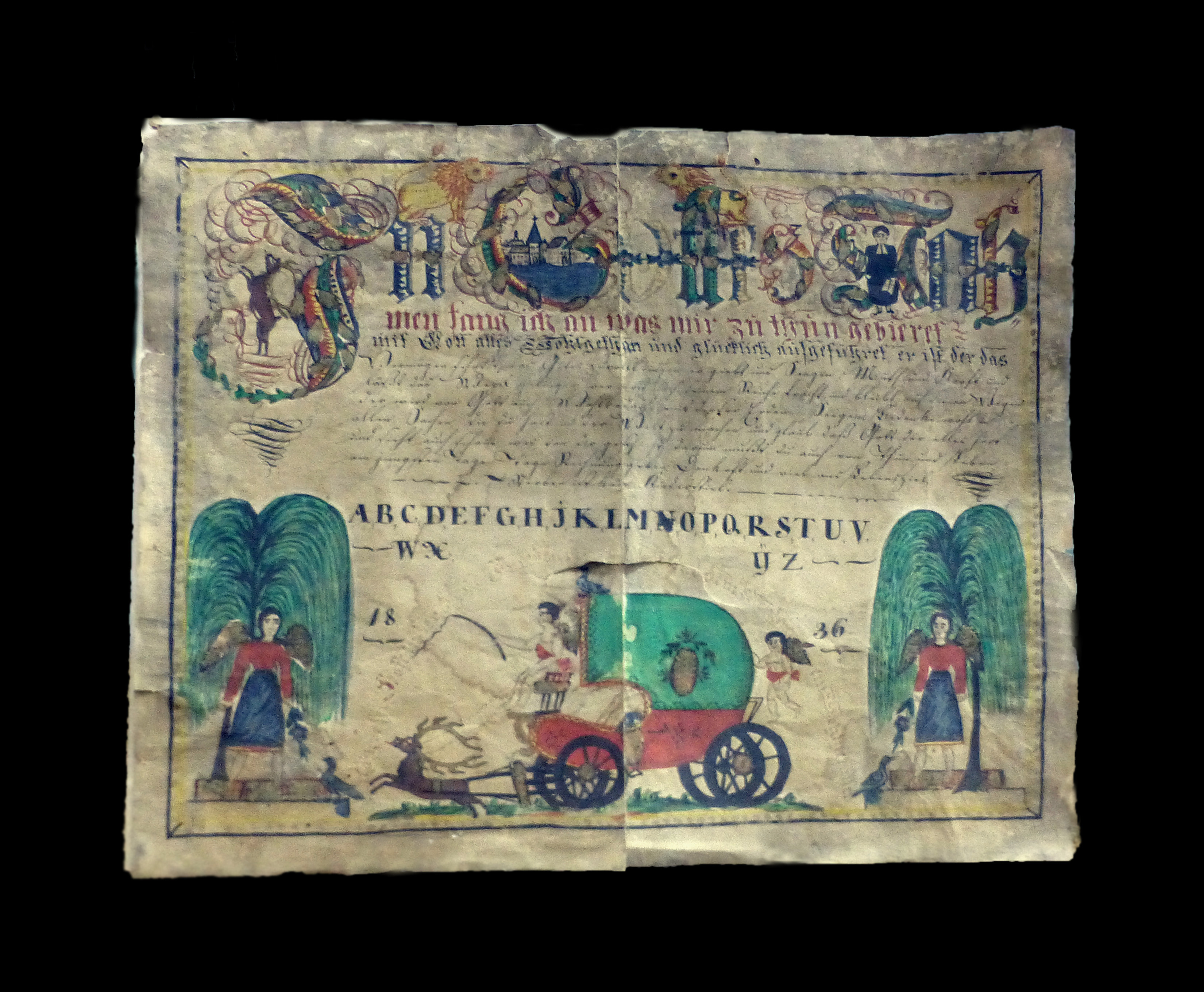
Bénédiction de la maison (Haussegen)
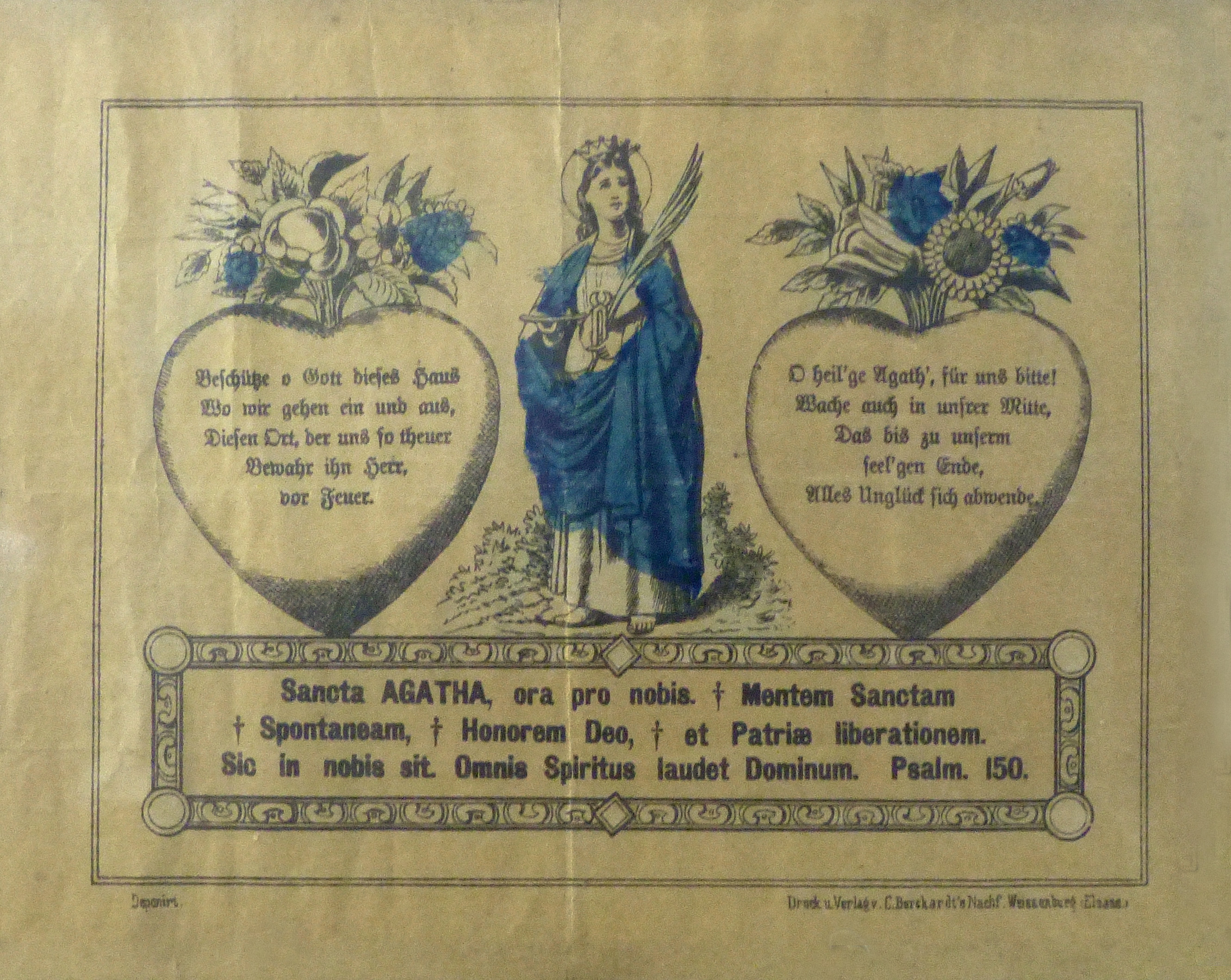
Imagerie de Wissembourg

### Peinture sous verre
Une vitrine présente une collection de peintures sous verre des XVIIIe et XIXe siècles. Il s'agit notamment de sujets religieux : la Cène, sainte Catherine, saint François, sainte Jeanne, saint Martin, sainte Philomène, sainte Rose de Viterbe, Des personnalités sont également représentées, telles que le général Foy, le prince Eugène de Beauharnais ou le roi Charles X.

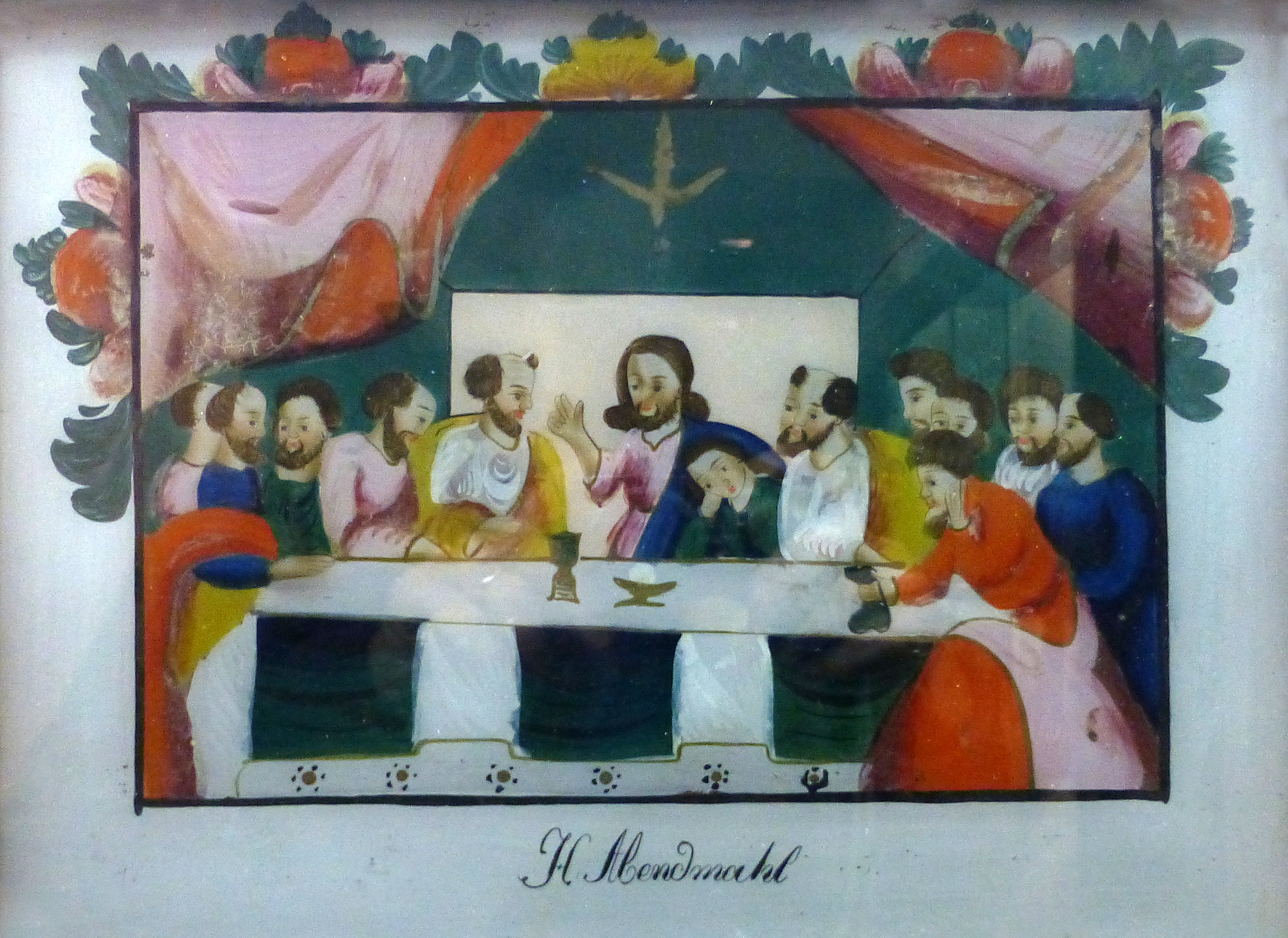
La Cène
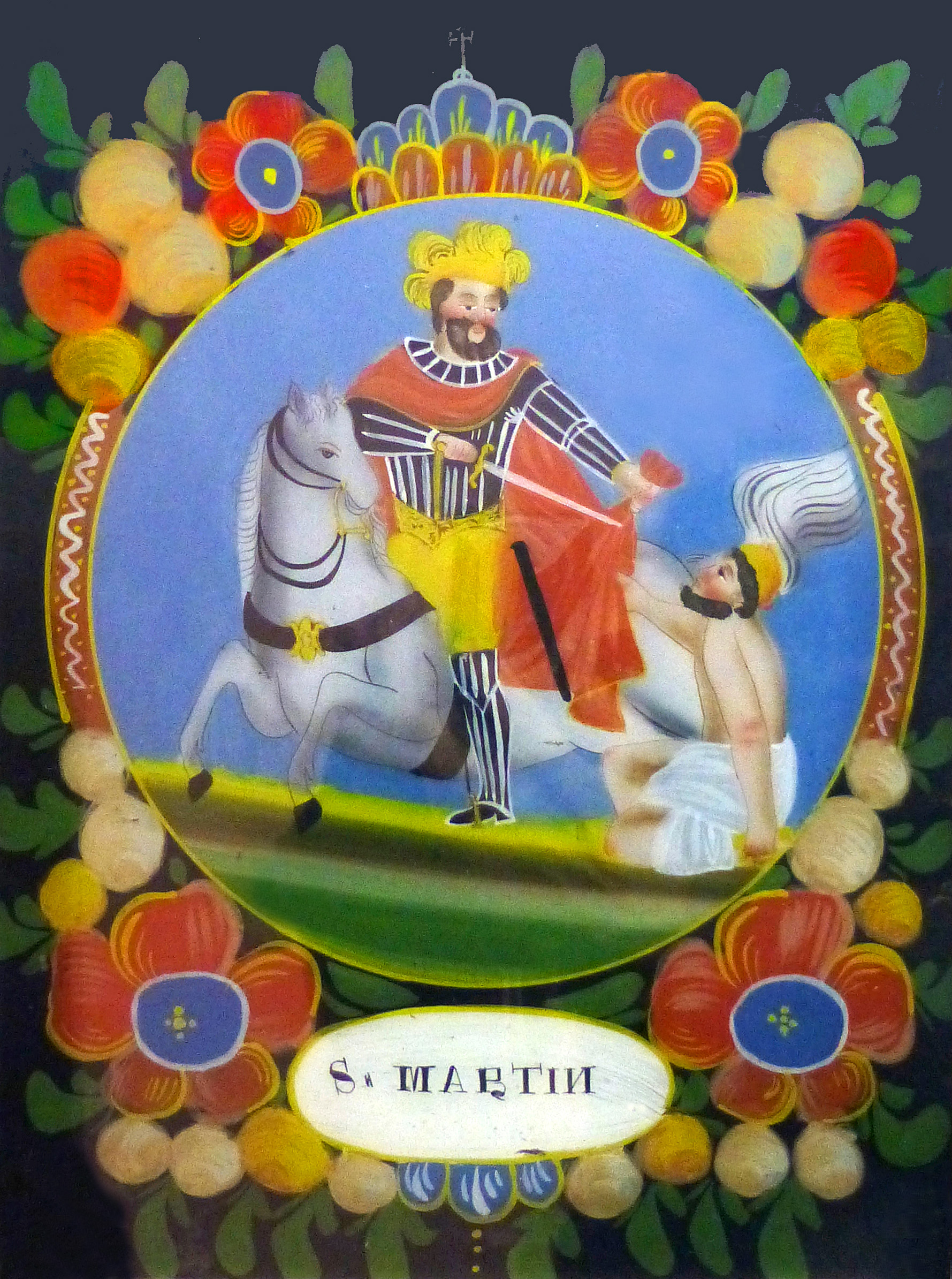
Saint Martin
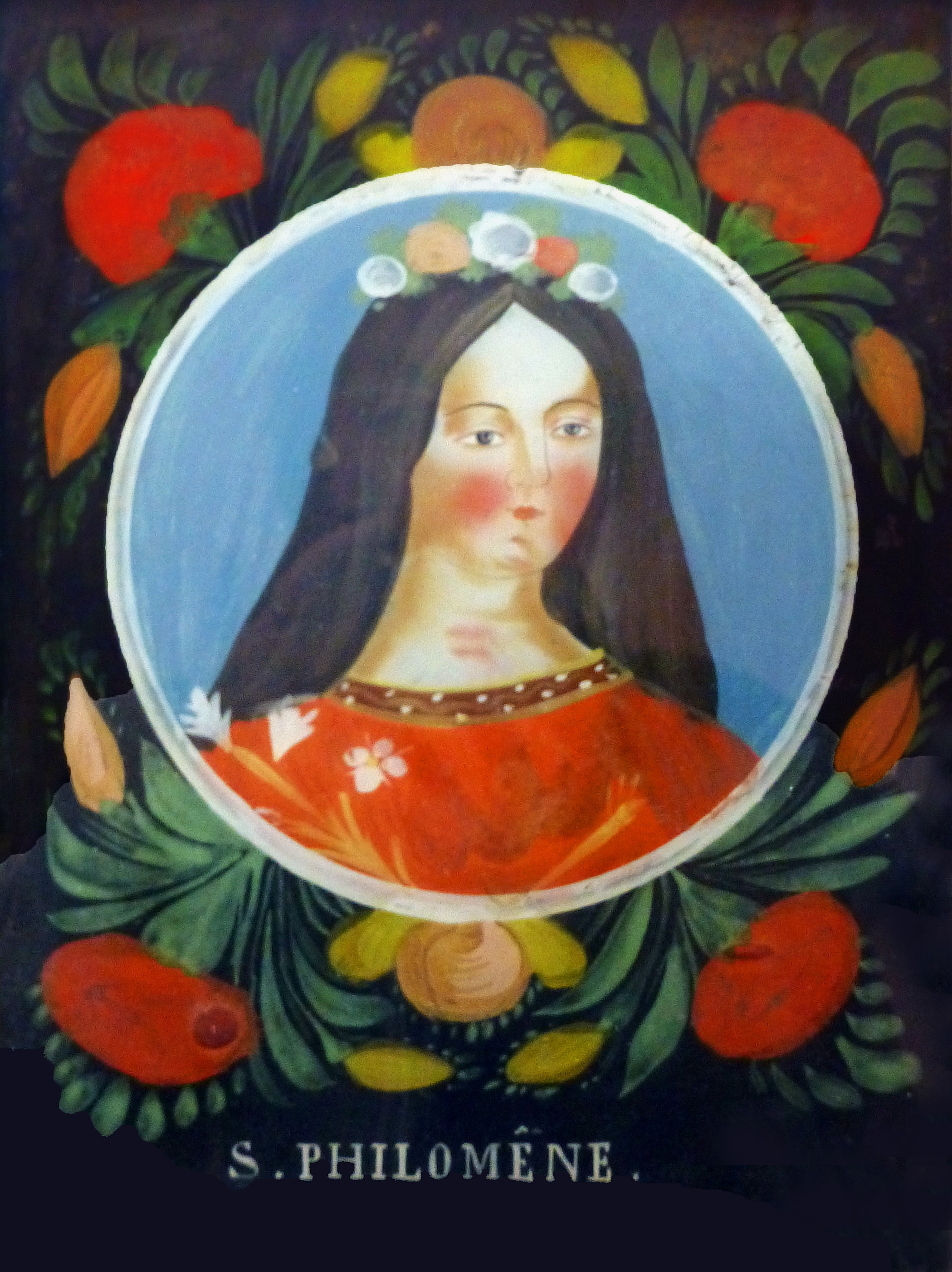
Sainte Philomène
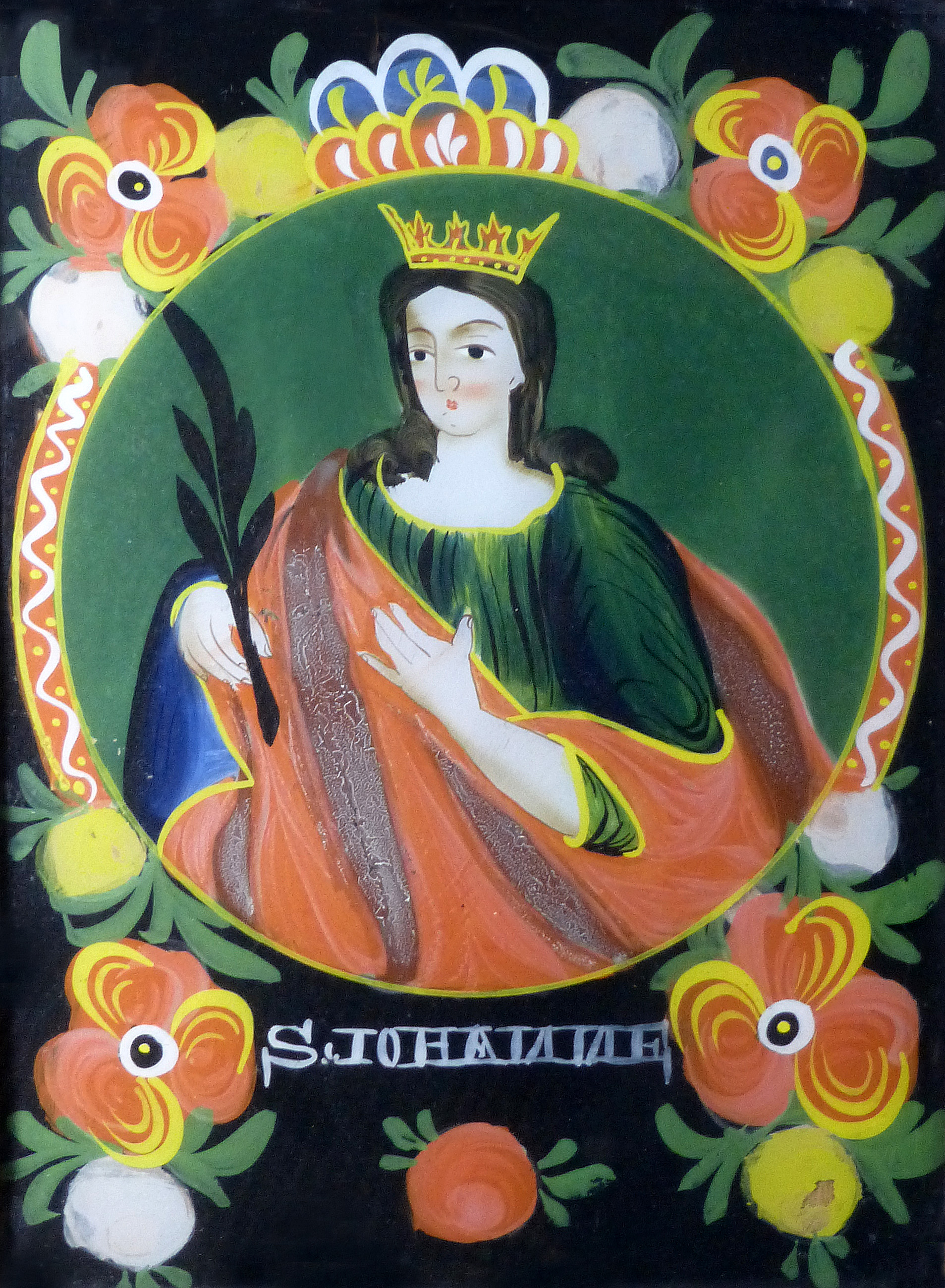
Sainte Jeanne

### Sujets de cire sous verre
Parmi les sujets en cire sous verre figurent un Saint-Sépulcre, un Enfant Jésus dans les jardins du Paradis, une bergère.

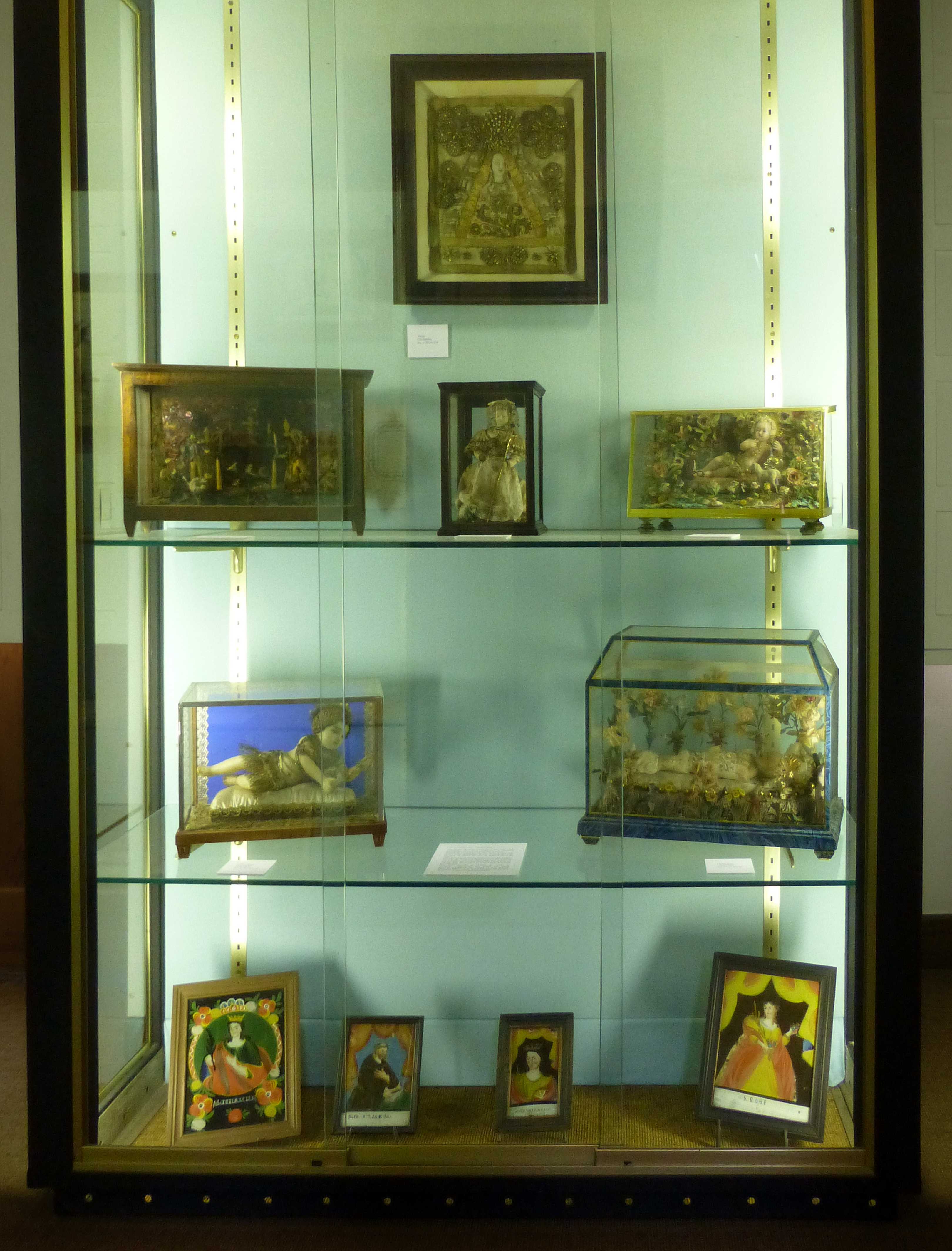
Imagerie religieuse
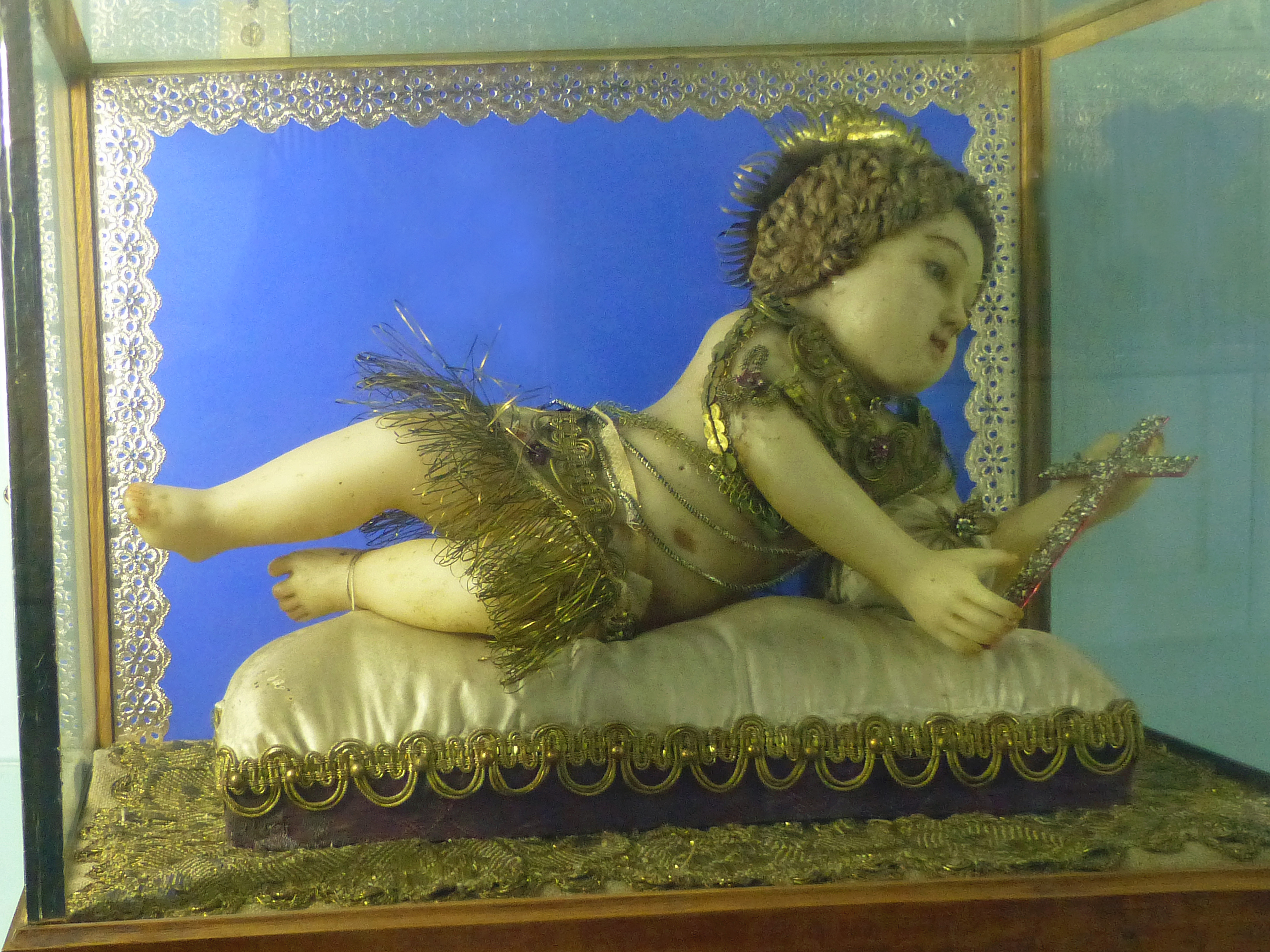
L'Enfant Jésus
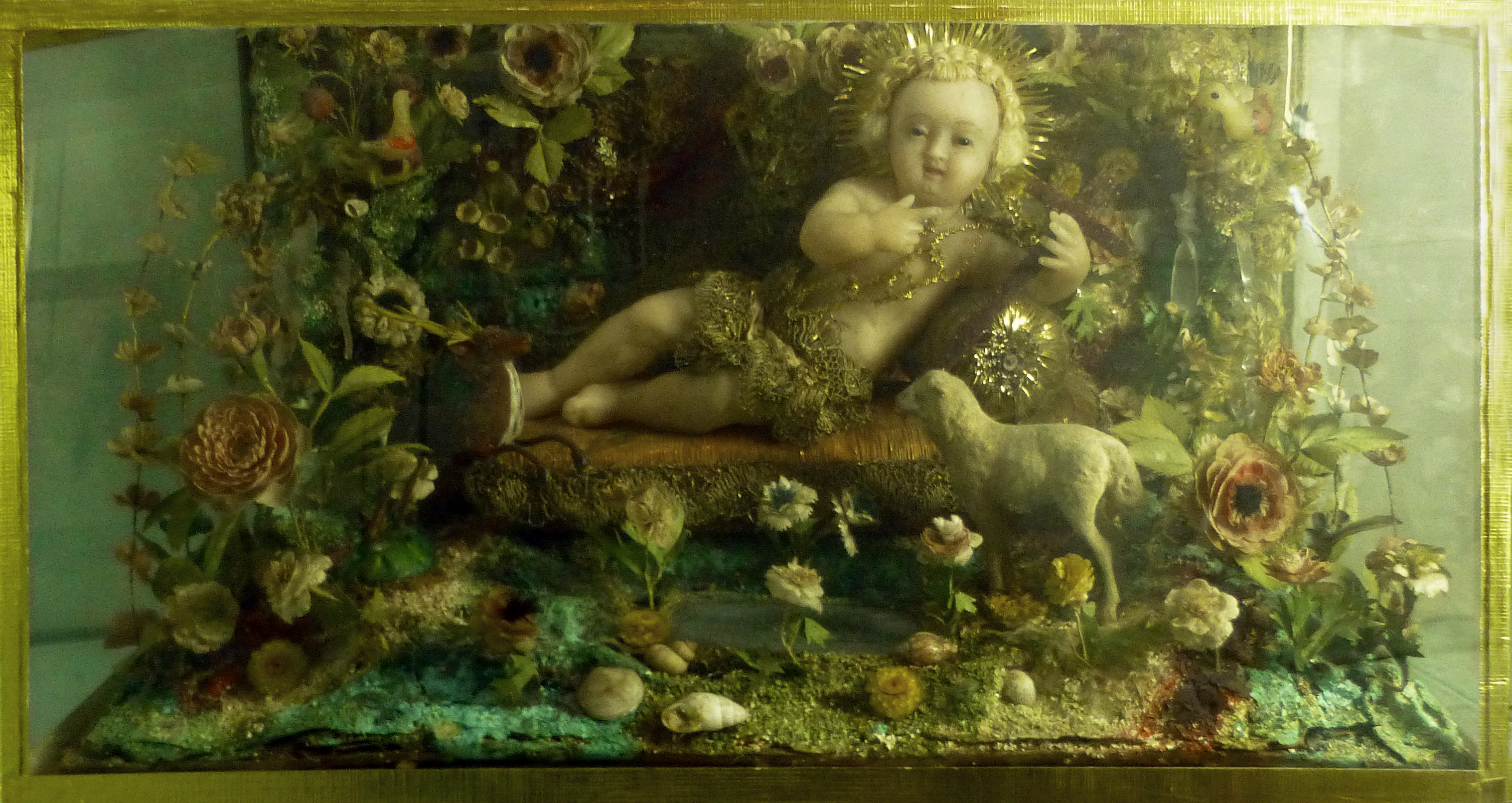
Jésus dans les jardins du Paradis
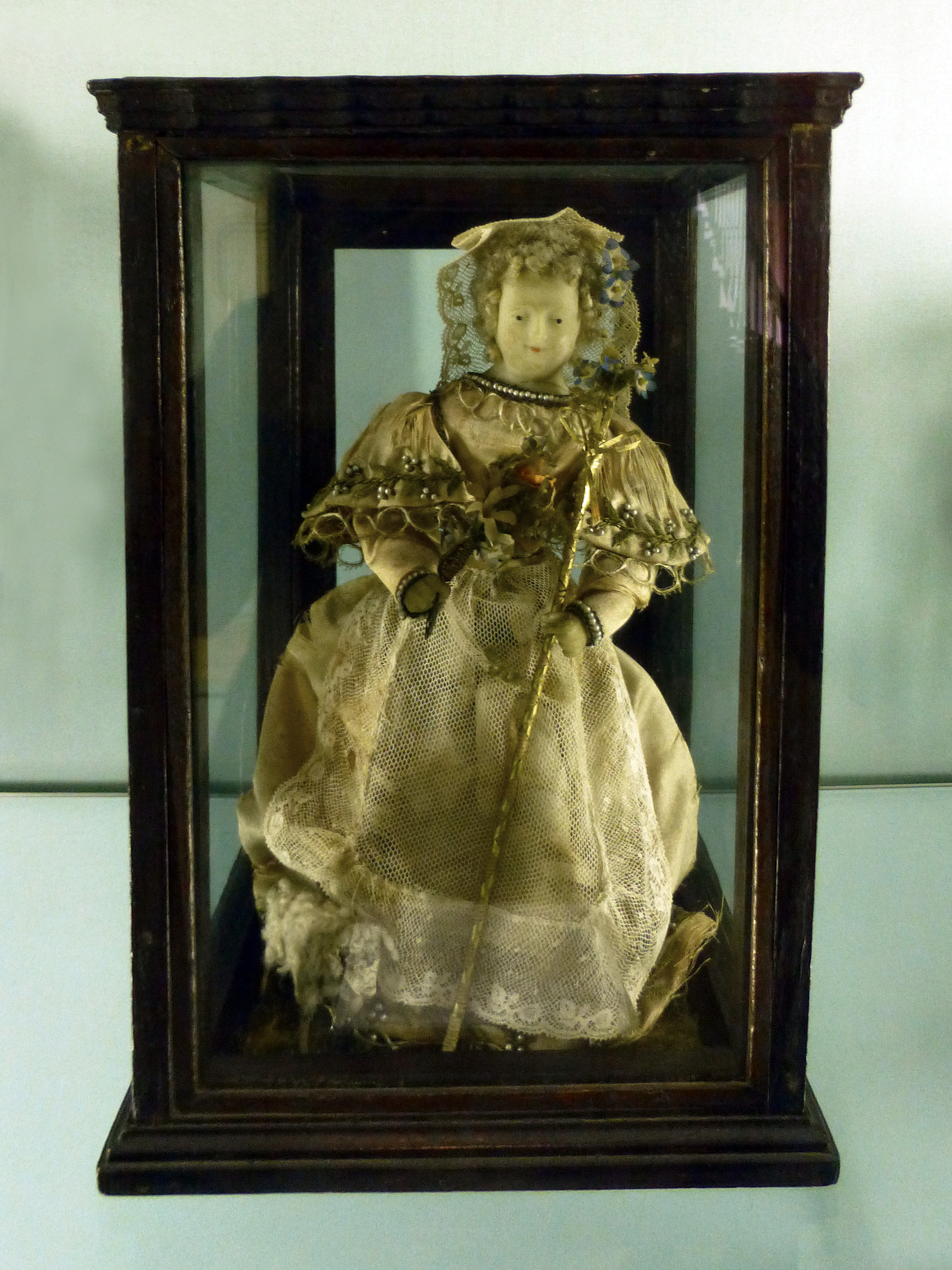
Bergère en cire habillée

### Costumes traditionnels
Plusieurs vitrines mettent en scène les costumes traditionnels, différents selon la religion et l'état-civil (femme mariée ou non, par exemple).
Le musée expose également une collection de couvre-chefs, moins connus que la coiffe alsacienne à gros nœud (Schlupfkapp) qui est d'apparition plus tardive. Dans le nord de l'Alsace, en particulier dans le pays de Hanau, les femmes portaient de petits bonnets portés en crête (Kridekapp ou Kridel), ornés d'un petit nœud rouge, à motifs floraux, brodés ou décorés d'éléments métalliques. 

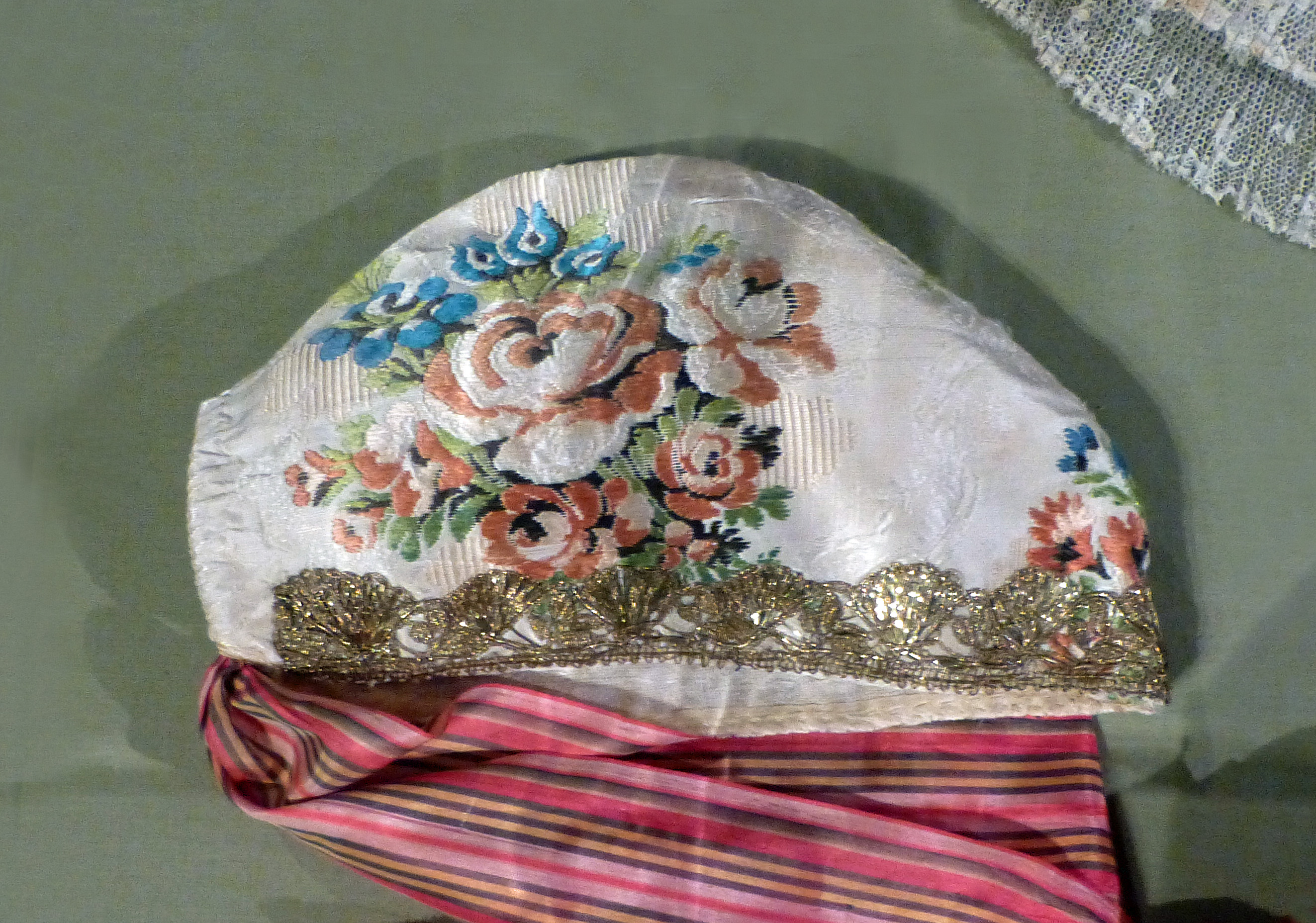
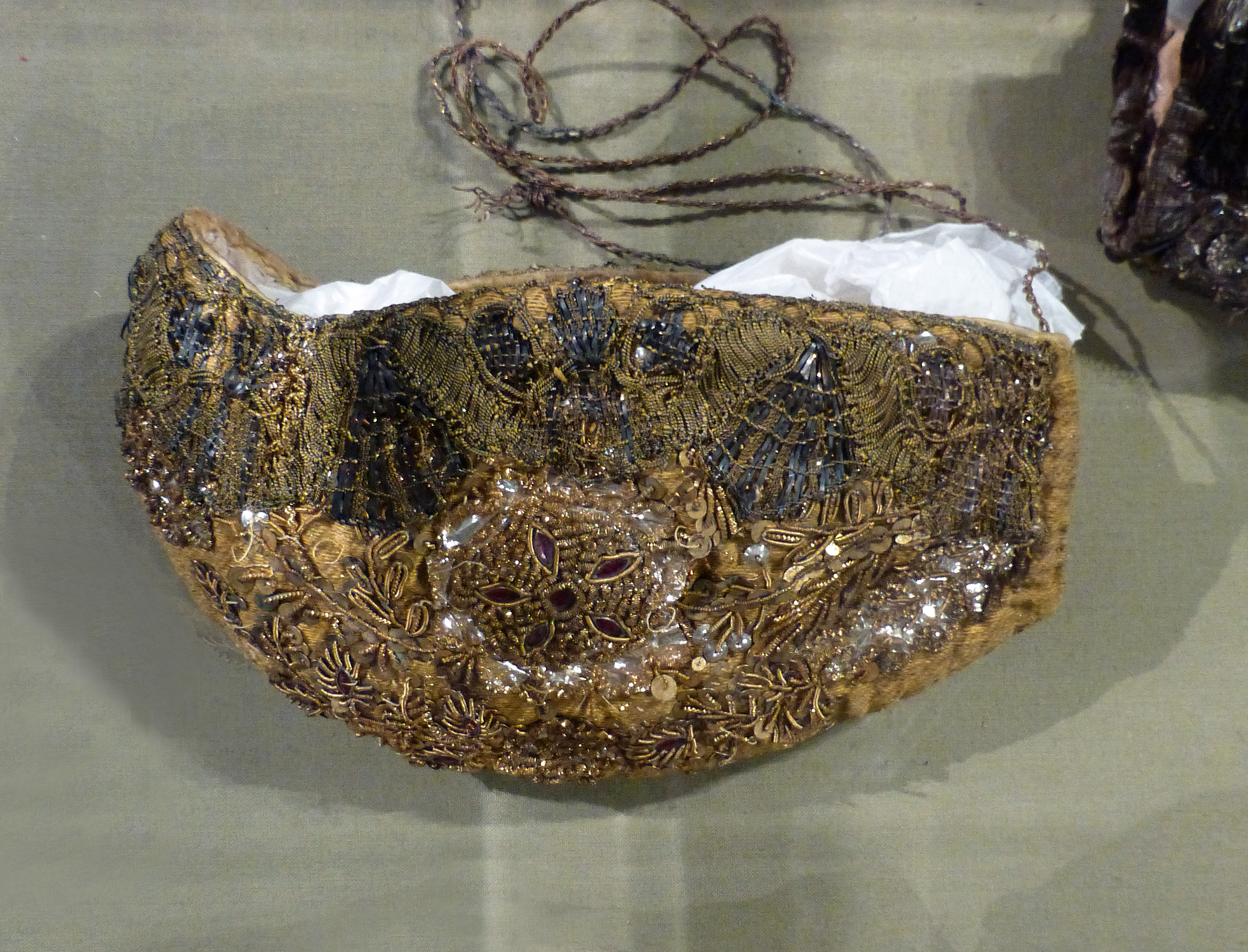
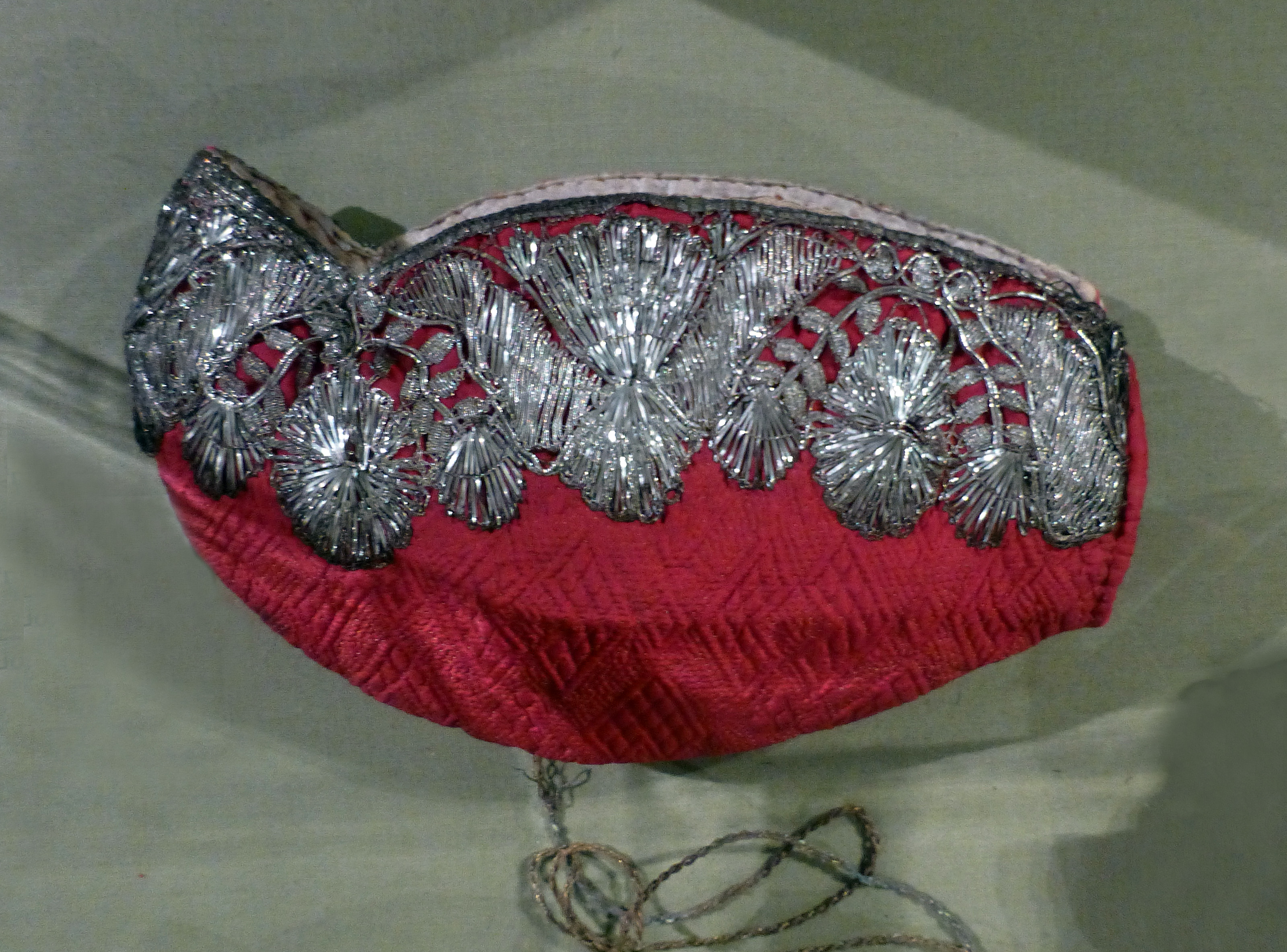
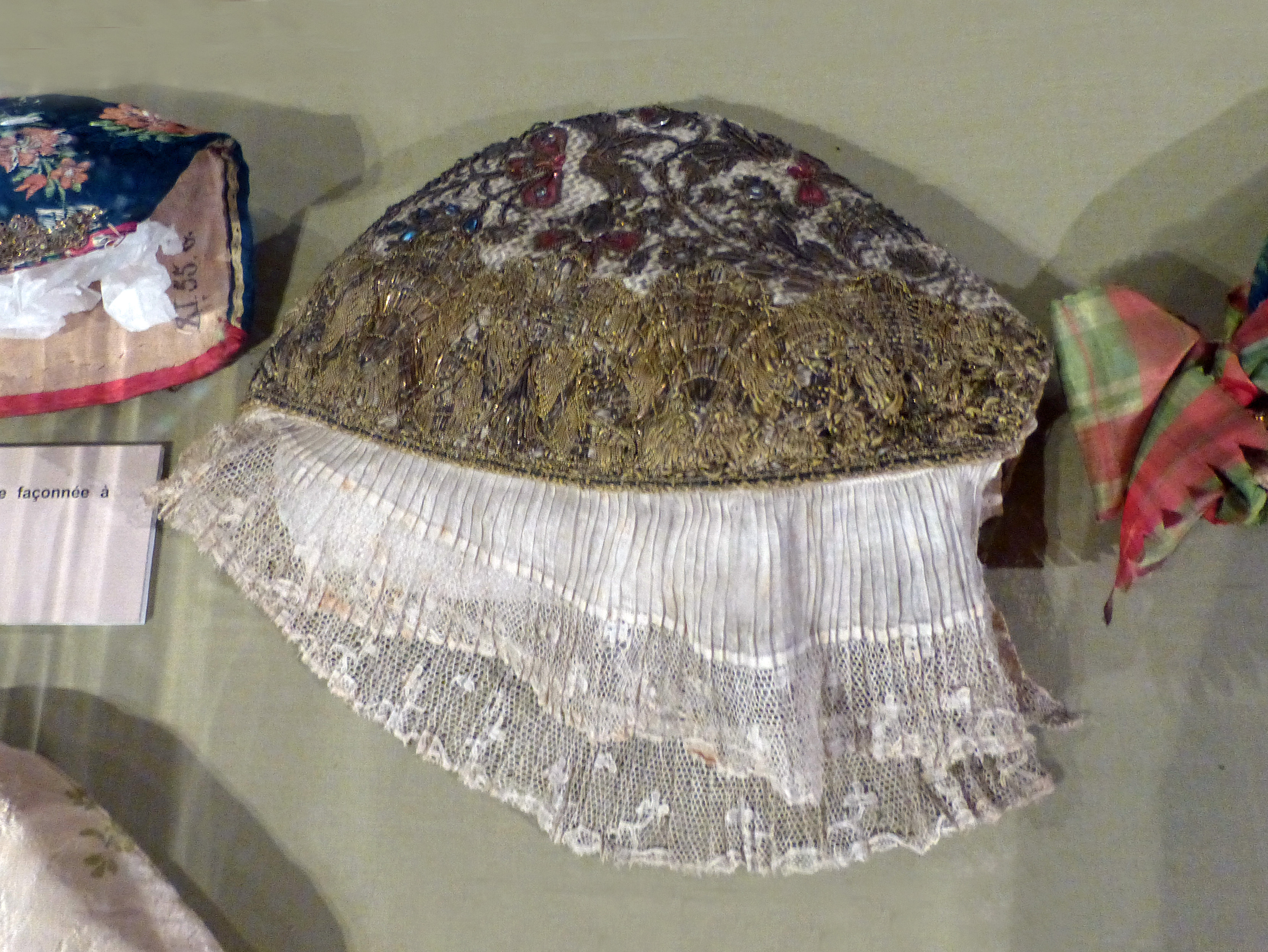
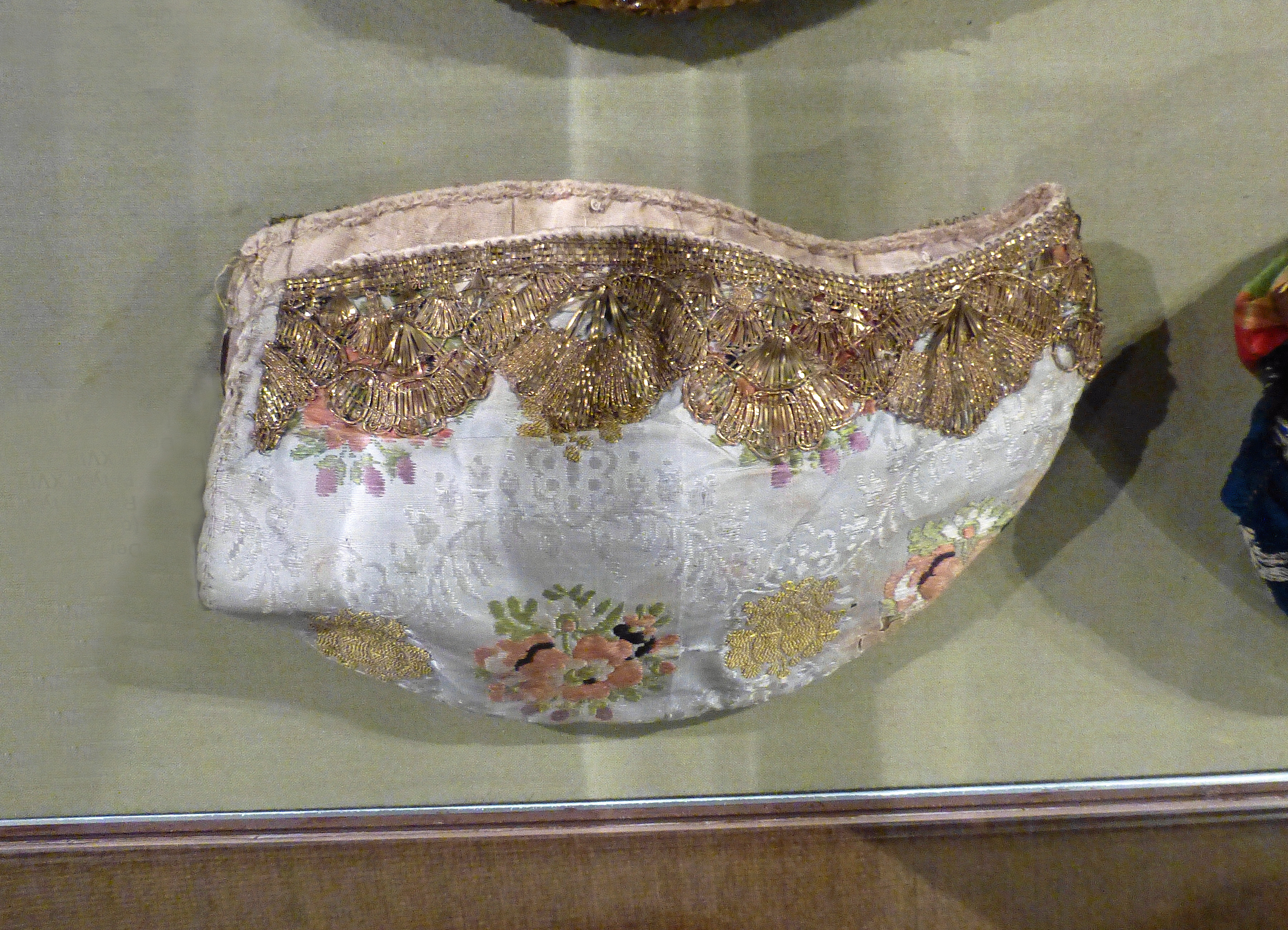

### Artisanat
Les poteries  – terres cuites vernissées de Soufflenheim utilisées pour la cuisson ou grès au sel de Betschdorf destiné à la conservation des aliments – sont mises en valeur au deuxième étage. Des ateliers de potiers reconstitués permettent de mieux appréhender les différentes techniques.
Le travail du métal est illustré par de nombreuses serrures, celui du bois par des outils de tonnelier, des verrous de fût sculptés, des dégorgeoirs de moulins et des moules à Springerle en bois de fruitier.

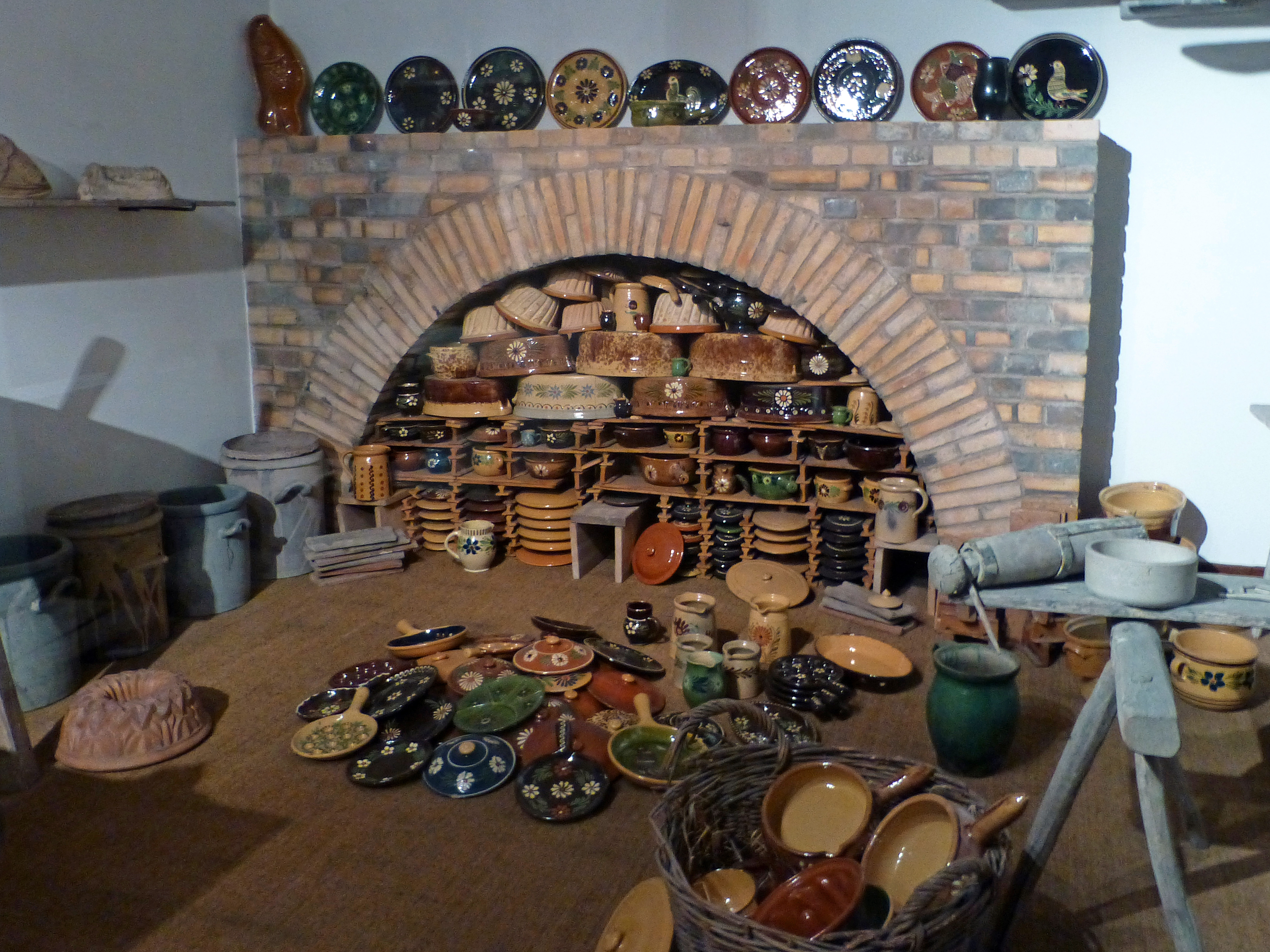
Poterie de Soufflenheim
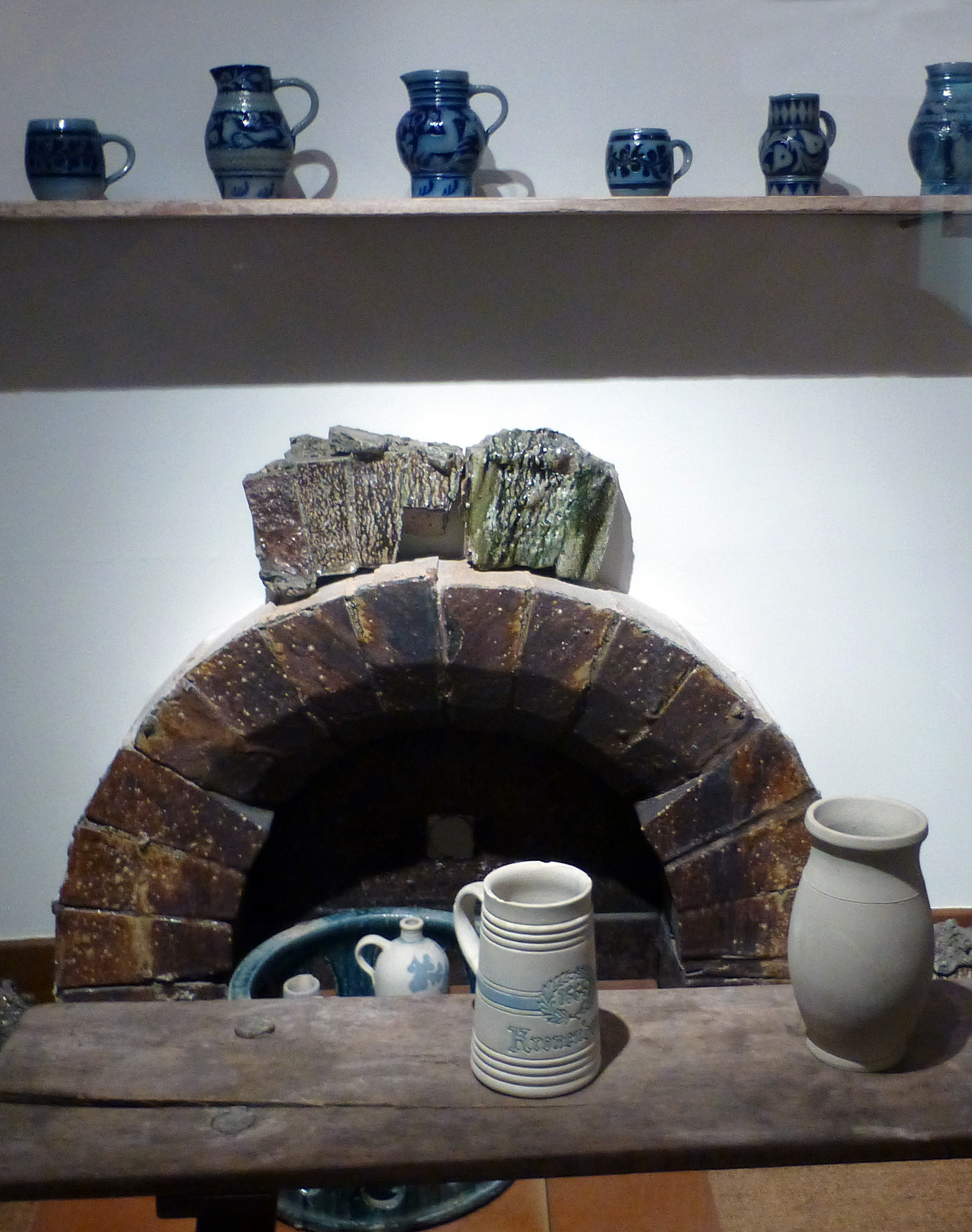
Poterie de Betschdorf
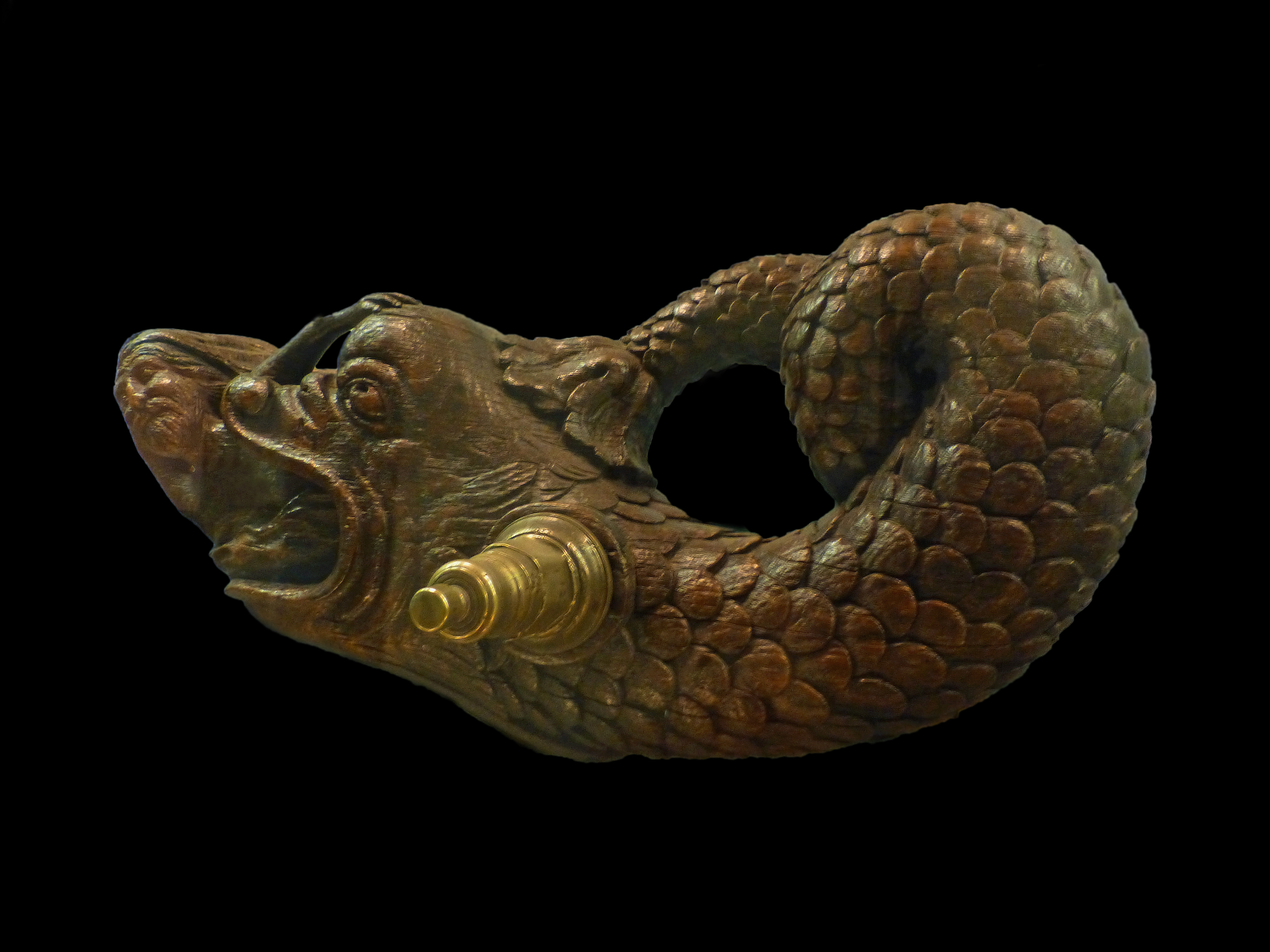
Verrou de fût représentant Jonas et la baleine
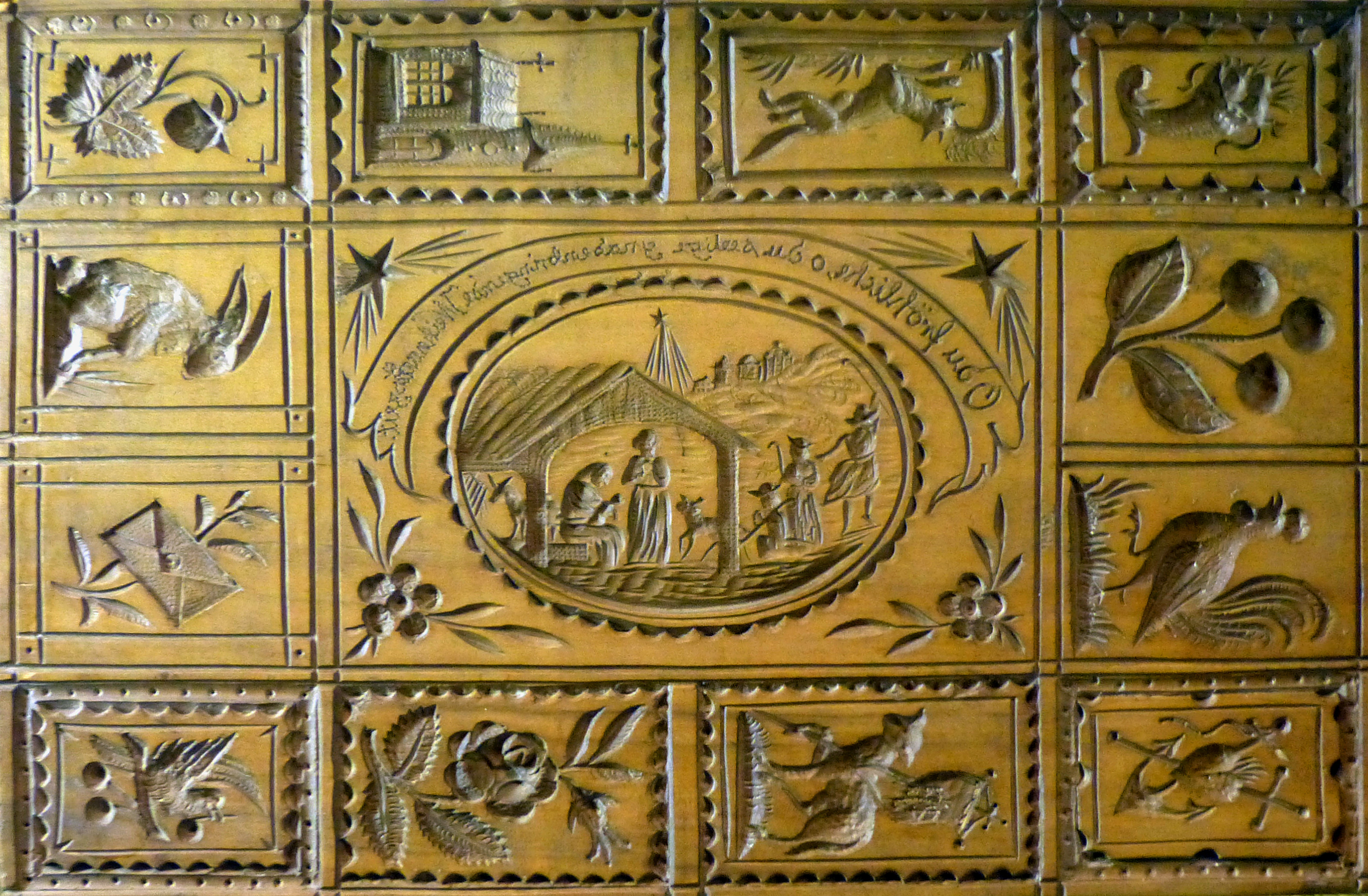
Moule à Springerle

### Habitat et mobilier
La reconstitution d'un intérieur paysan, avec sa cuisine et sa Stube à alcôve, occupe l'essentiel du second étage. La grande armoire polychrome du XVIIIe siècle , ornée de scènes de la Passion, relève plutôt de l'exception en milieu rural.
Dans la cage d'escalier, des tuiles alsaciennes, dites « en queue de castor » (Biberschwanz), gravées ou estampées, et un choix de dossiers de chaises alsaciennes évoquent d'autres facettes de l'habitat alsacien traditionnel.

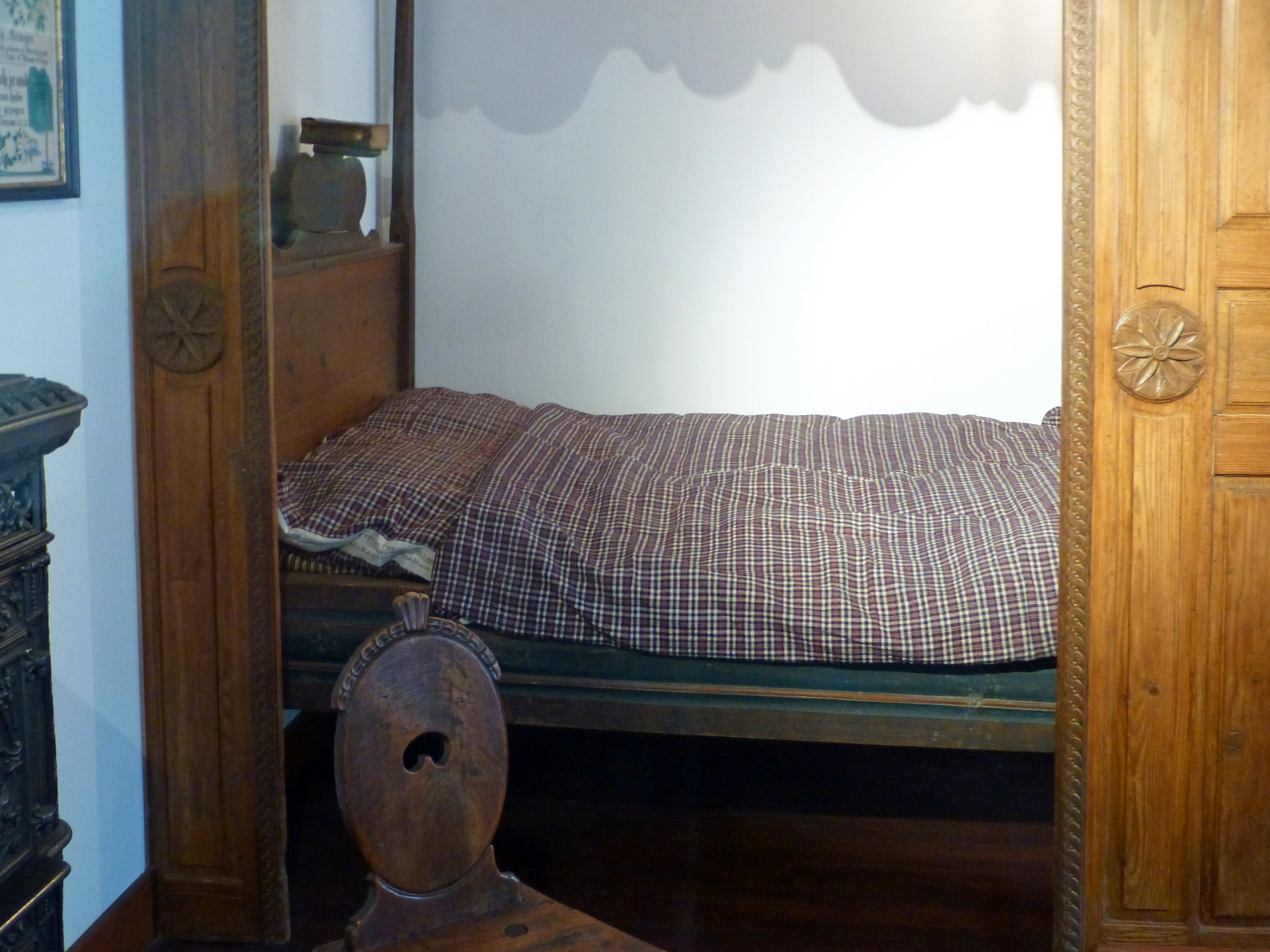
Lit d'alcôve et literie en kelsch
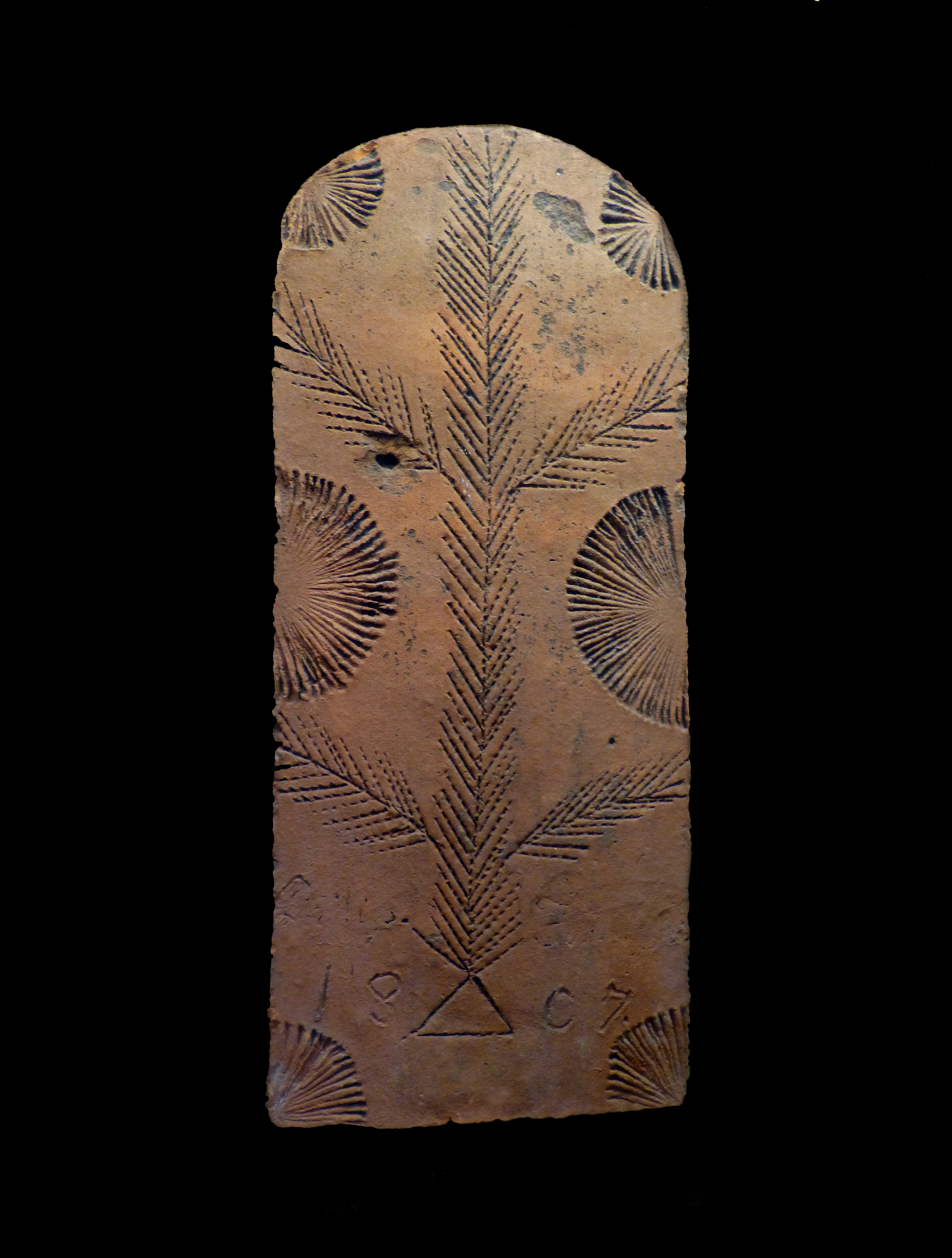
Tuile alsacienne gravée
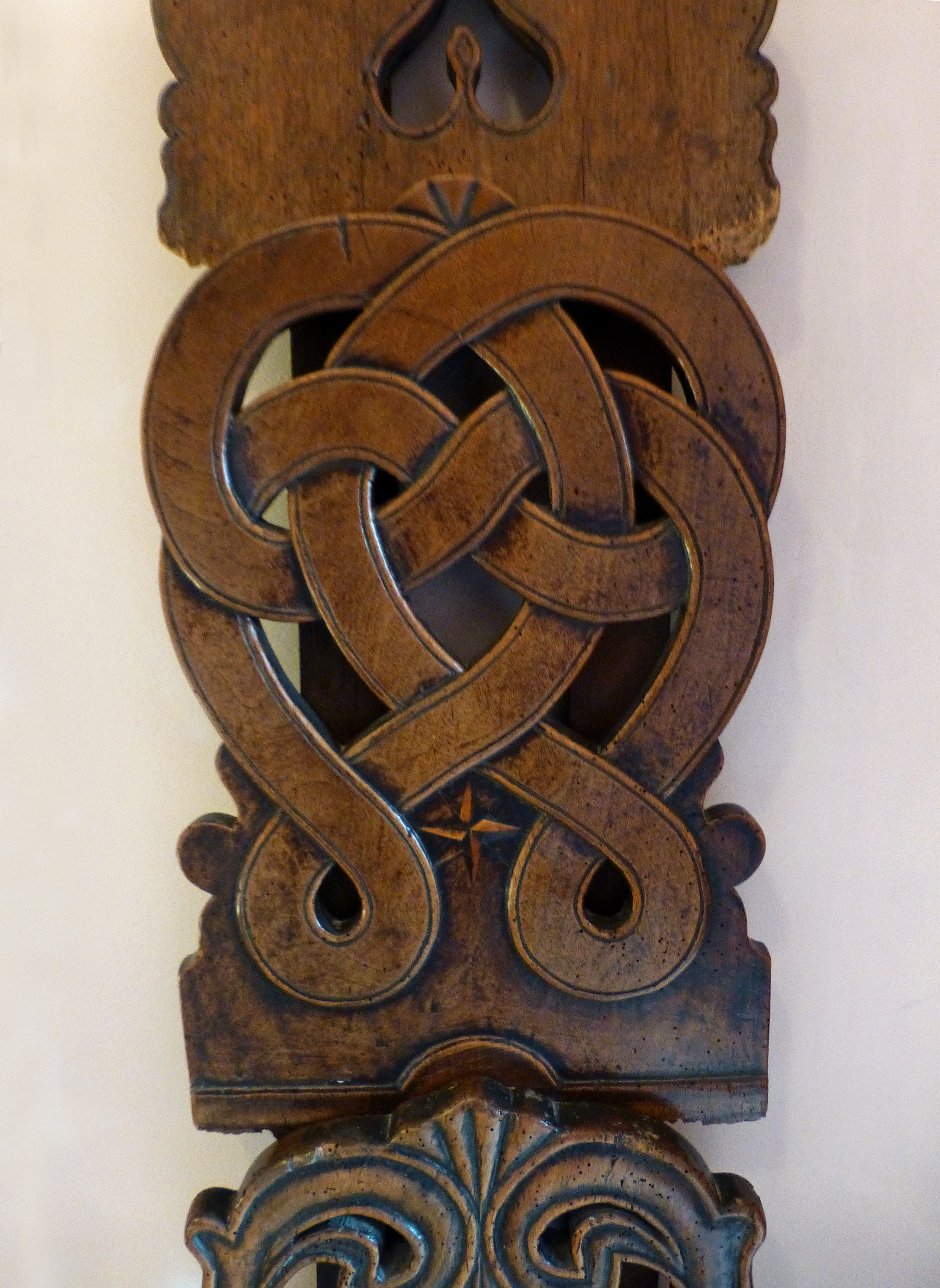
Dossier de chaise alsacienne à entrelacs

### Beaux-arts

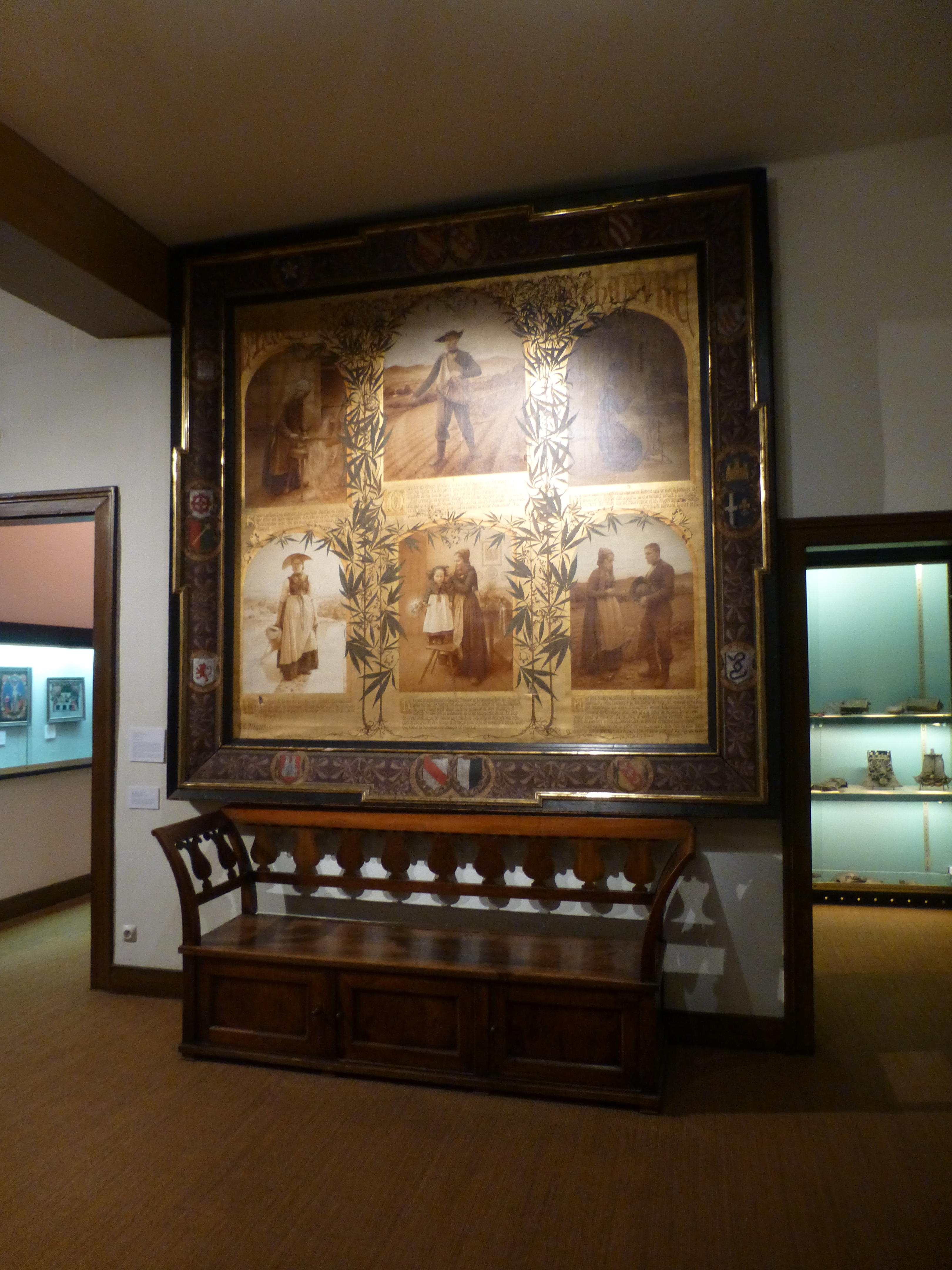
La Légende du semeur de chanvre de Charles-Émile Matthis (1883)

Bien que le musée soit plutôt consacré aux arts et traditions populaires, souvent anonymes, le musée abrite également quelques œuvres picturales d'artistes de renom, telles que La Légende du semeur de chanvre de Charles-Émile Matthis (1883) ou Jeunes filles à l'église de Louis-Philippe Kamm,  (1932).